# نزاع قبرص

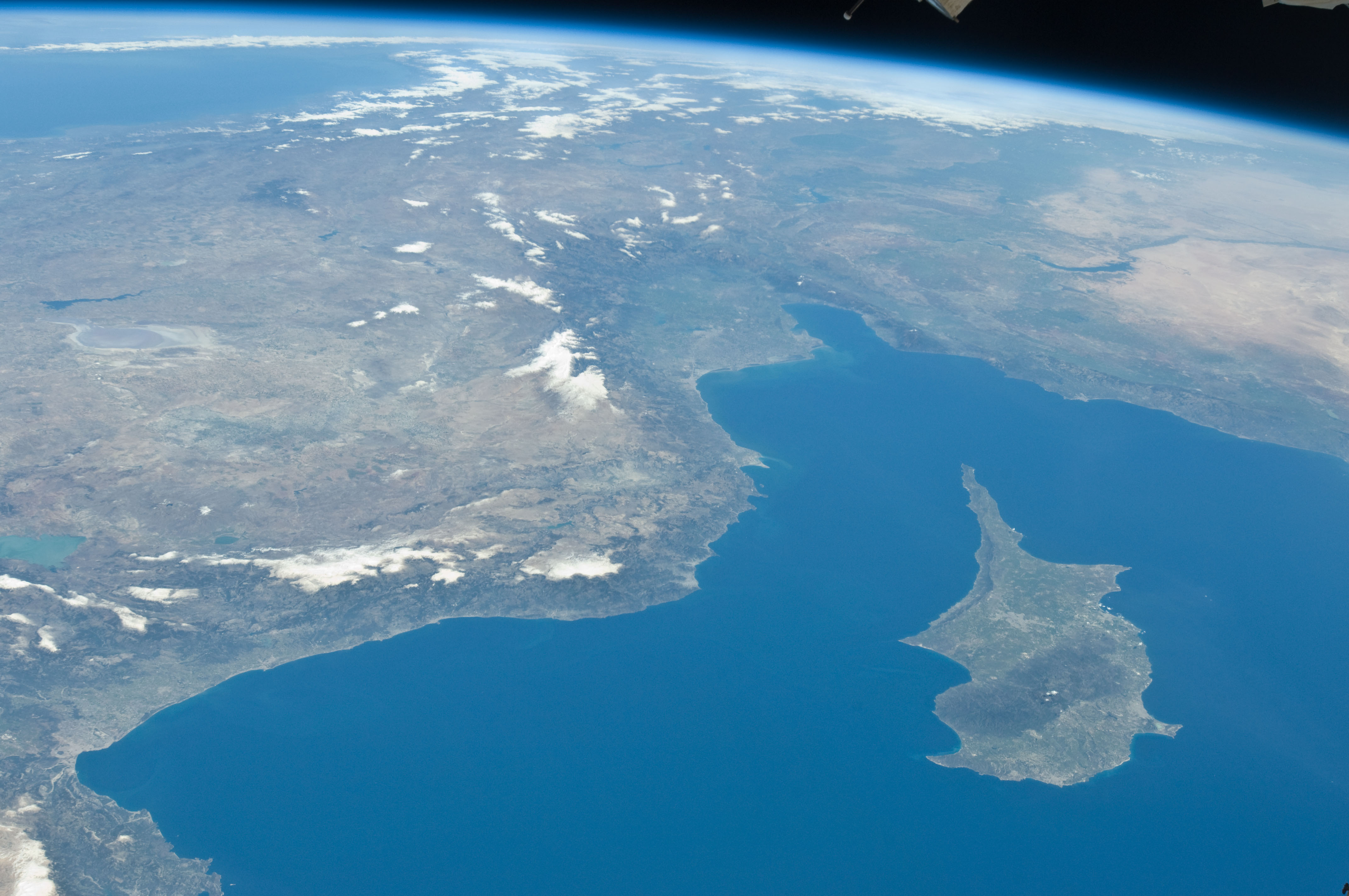
خريطة قبرص من الفضاء

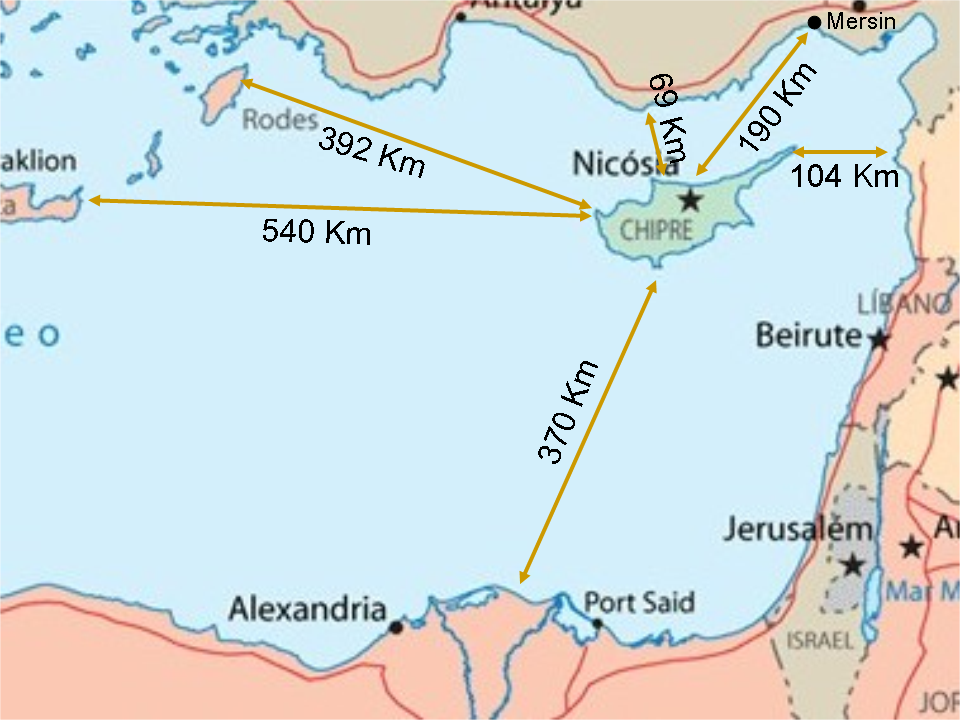
الأهمية الجيوسياسية لقبرص.

نزاع قبرص وتعرف أيضًا باسم النزاع القبرصي أو القضية القبرصية أو الصراع القبرصي هو نزاع بين سكان الجزيرة من القبارصة اليونانيين والقبارصة الأتراك. بدأت مع انتزاع الإمبراطورية البريطانية الجزيرة من الدولة العثمانية سنة 1878، ثم ضمها لاحقًا في 1914.
تمتد تعقيدات النزاع إلى ما وراء حدود قبرص نفسها، وشملت القوى الضامنة بموجب اتفاقية زيورخ ولندن (اليونان وتركيا والمملكة المتحدة) والأمم المتحدة والاتحاد الأوروبي إلى جانب (بشكل غير رسمي) الولايات المتحدة، وبالسابق كان تدخل من تشيكوسلوفاكيا والكتلة الشرقية.
وقد دخل النزاع المرحلة الحالية بعد انقلاب 1974 الذي بدأه المجلس العسكري اليوناني، فأعقبه غزو عسكري تركي من نفس العام، احتل فيها الثلث الشمالي لقبرص. وفي سنة 1983 أعلن المجتمع القبرصي التركي الاستقلال من جانب واحد، وشكل جمهورية شمال قبرص التركية، وهو كيان ذو سيادة افتقر إلى الاعتراف الدولي باستثناء تركيا، التي تتمتع معها قبرص الشمالية بعلاقات دبلوماسية كاملة، في انتهاك لقرار 550 الذي اتخذه مجلس الأمن التابع للأمم المتحدة في 11 مايو 1984.
نتيجة لالتزام الطائفتين والدول الضامنة على إيجاد حل سلمي للنزاع، احتفظت الأمم المتحدة بمنطقة عازلة (تُعرف باسم الخط الأخضر) لتجنب أي توترات وأعمال عدائية أخرى بين الطائفتين. تفصل هذه المنطقة المناطق الجنوبية من جمهورية قبرص (التي يسكنها في الغالب القبارصة اليونانيون) والمناطق الشمالية (حيث يشكل القبارصة الأتراك والمستوطنون الأتراك أغلبية). شهدت السنوات الأخيرة تحسنًا في العلاقات بين القبارصة اليونانيين والأتراك، مع استئناف محادثات إعادة التوحيد رسميًا التي بدأت أوائل 2014، على الرغم من توقف المحادثات واستئنافها عدة مرات منذ بدايتها.

## الخلفية التاريخية قبل 1960

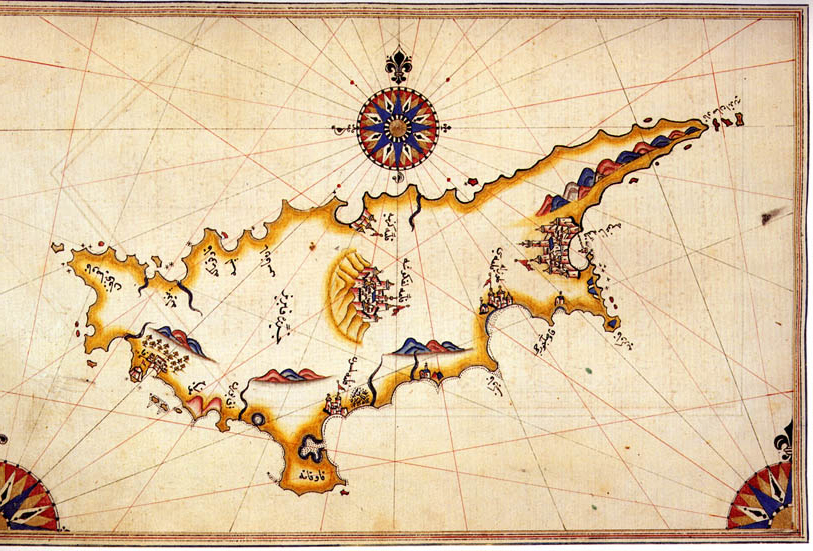
خريطة أوائل القرن السادس عشر (حوالي 1521-1525) لقبرص رسمها رسام الخرائط العثماني بيري ريس

سكن البشر جزيرة قبرص لأول مرة منذ 9000 ق.م، مع وصول المجتمعات الزراعية التي بنت منازل مستديرة بأرضيات من التيرازو. تم بناء المدن لأول مرة خلال العصر البرونزي وكان للسكان لغتهم الخاصة المحلية (en:Eteocypriot) حتى القرن 4 ق.م. كانت الجزيرة جزءًا من الإمبراطورية الحثية لتبعيتها لأوغاريت أواخر العصر البرونزي حتى وصول موجتين من الاستيطان اليوناني.
شهدت قبرص وجودًا يونانيًا متواصلًا على الجزيرة يرجع تاريخه إلى وصول الموكيانيين حوالي 1400 ق.م، عندما بدأت المدافن تأخذ شكل مقابر طولية. تعرض سكان قبرص لعدة غزوات، مثل الفراعنة والفرس. وفي القرن 4 ق.م غزا الإسكندر الأكبر قبرص ثم حكمها بطالمة مصر حتى سنة 58 ق.م، عندما تم دمجها في الإمبراطورية الرومانية. وعند انهيار الإمبراطورية الرومانية في القرن الرابع ميلادي، ألحقت الجزيرة للإمبراطورية البيزنطية ذات الأغلبية اليونانية الناطقة.
توقف الحكم الروماني في قبرص سنة 649 عندما غزت جيوش الخلافة الأموية الجزيرة. استمر القتال على الجزيرة بين المسلمين والرومان لعدة سنوات حتى 668، عندما وافق المتحاربون على جعل قبرص سيادة مشتركة. استمر هذا الترتيب لما يقرب من 300 عام، حتى غزا الجيش البيزنطي الجزيرة حوالي سنة 965. فأصبحت قبرص بند تابع لها حتى أواخر القرن الثاني عشر.
بعد احتلال فرسان الهيكل وحكم إسحاق كومنينوس، أصبحت الجزيرة سنة 1192 تحت حكم سلالة لوزينيان التي أسست مملكة قبرص. وقد استولت عليها جمهورية البندقية في فبراير 1489. بين سبتمبر 1570 وأغسطس 1571 بدأ العثمانيون غزو الجزيرة، مستهلين ثلاثة قرون من الحكم التركي لقبرص.
مع بداية القرن 19 سعت العرقية اليونانية في الجزيرة إلى إنهاء ما يقرب من 300 عام من الحكم العثماني وتوحيد قبرص مع اليونان. وسيطرت المملكة المتحدة إداريًا على الجزيرة في سنة 1878 لمنع وقوع الدولة العثمانية تحت السيطرة الروسية في أعقاب اتفاقية قبرص، فازدادت المطالبات إلى الاتحاد مع اليونان (enosis). وبموجب شروط الاتفاقية التي تم التوصل إليها بين بريطانيا والدولة العثمانية بقيت الجزيرة من الأراضي العثمانية.
رحبت الأغلبية المسيحية الناطقة باليونانية في الجزيرة بوصول البريطانيين، كونها فرصة للتعبير عن مطالبهم بالاتحاد مع اليونان.
عندما دخلت الدولة العثمانية الحرب العالمية الأولى إلى جانب قوى المركز، تخلت بريطانيا عن الاتفاقية وألغت جميع الحقوق العثمانية على قبرص وأعلنت الجزيرة مستعمرة بريطانية. في عام 1915 عرضت بريطانيا قبرص على قسطنطين الأول ملك اليونان بشرط أن تنضم اليونان إلى الحرب إلى جانب البريطانيين لكنه رفض.

### 1918 - 1955

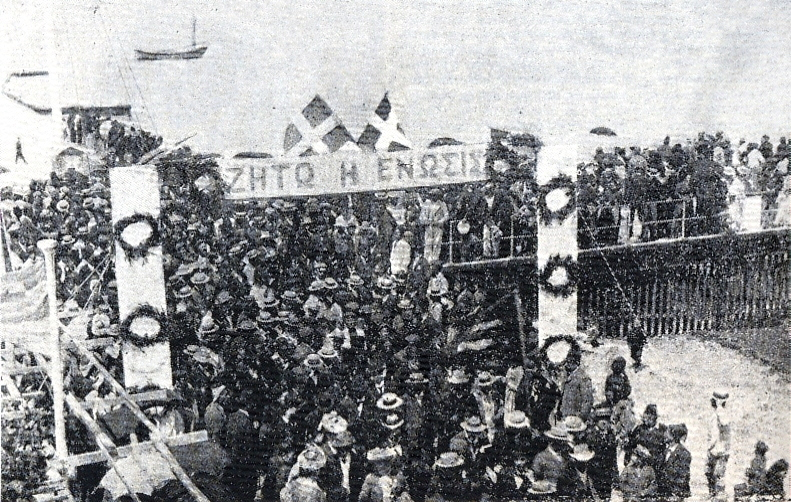
مظاهرة قبرصية في ثلاثينيات القرن الماضي لصالح إنوسيس (الوحدة مع اليونان).

تحت الحكم البريطاني في بداية القرن 20، نجت قبرص من الصراعات والفظائع التي حدثت في أماكن أخرى بين اليونانيين والأتراك. مثل الحرب اليونانية التركية، واتفاقية التبادل السكاني بين اليونان وتركيا 1923. في غضون ذلك عارض القبارصة الأتراك باستمرار فكرة الاتحاد مع اليونان.
وفي سنة 1925 أعلنت بريطانيا قبرص مستعمرة للتاج. واستمر القبارصة اليونانيين في السنوات التالية في تصميمهم على تحقيق الإنوسيس. فاندلعت بسبب ذلك ثورة في 1931. أسفرت أعمال شغب عن مقتل ستة مدنيين وإصابة آخرين وإحراق مقر الحكومة البريطانية في نيقوسيا. في الأشهر التي تلت ذلك أدين حوالي 2000 شخص بجرائم تتعلق بالنضال من أجل الاتحاد مع اليونان. ردت بريطانيا بفرض قيود صارمة. وأرسلت تعزيزات عسكرية إلى الجزيرة وتم تعليق الدستور. تم تشكيل قوة شرطة خاصة (احتياطي) تتكون من القبارصة الأتراك فقط، وفرضت قيود على الصحافة وحظر الأحزاب السياسية. تم نفي أساقفة وثمانية مواطنين بارزين آخرين متورطين بشكل مباشر في النزاع. تم تعليق الانتخابات البلدية، وإلى 1943 كان تعيين جميع المسؤولين البلديين من قبل الحكومة. كلا المجلسين يتألفان فقط من المعينين ويقتصران على تقديم المشورة في الشؤون المحلية فقط. بالإضافة إلى ذلك، تم حظر رفع الأعلام اليونانية أو التركية أو العرض العام لوجهات أبطال اليونان أو الأتراك.
تم تعليق النضال من أجل الإينوسيس خلال الحرب العالمية الثانية. وفي 1946 أعلنت الحكومة البريطانية عن خطط لدعوة القبارصة لتشكيل جمعية استشارية لمناقشة دستور جديد. كما سمح البريطانيون بعودة المنفيين منذ 1931. وبدلاً من رد الفعل الإيجابي كما كان البريطانيون يتوقعونه، كان رد فعل التسلسل الهرمي العسكري القبرصي اليوناني غاضبًا لأنه لم يكن هناك أي إشارة إلى إنوسيس، الذي كان هدفهم السياسي الوحيد. فتكثفت جهود اليونانيون لتحقيق هذا الإنجاز، وساعدها الدعم النشط لكنيسة قبرص، التي كانت الصوت السياسي الرئيسي للقبارصة اليونانيين في ذلك الوقت. ومع ذلك لم تكن المنظمة الوحيدة التي تدعي التحدث باسم القبارصة اليونانيين. جاءت المعارضة الرئيسية للكنيسة من الحزب الشيوعي القبرصي (رسميًا الحزب التقدمي للشعب العامل أو AKEL)، والذي دعم أيضًا بكل إخلاص الهدف الوطني اليوناني المتمثل في الاتحاد مع اليونان (إنوسيس). ومع ذلك لم تنظر القوات العسكرية البريطانية والإدارة الاستعمارية في قبرص إلى الحزب الشيوعي الموالي للاتحاد السوفيتي كشريك قابل للنمو.
وفي سنة 1954 كان عدد من مؤسسات البر الرئيسي التركي نشطة في قضية قبرص مثل الاتحاد الوطني للطلاب ولجنة الدفاع عن الحقوق التركية في قبرص، ومنظمة رعاية اللاجئين من تراقيا والجمعية القبرصية التركية. وقبل كل شيء كان على النقابات العمالية التركية تهيئة المناخ المناسب للهدف التركي الرئيسي، وهو تقسيم الجزيرة إلى مناطق يونانية وتركية، وبالتالي الحفاظ على الوجود العسكري البريطاني والمنشآت في الجزيرة سليمة. وانشأ أيضًا في نفس الوقت منظمة شبه عسكرية قبرصية تركية خاصة واسمها منظمة المقاومة التركية (TMT) والتي كان من المفترض أن تعمل كقوة موازنة لالمنظمة الوطنية للمقاتلين القبارصة إيوكا.
وفي 1950 تم ترقية ميخائيل موسكوس أو المطران مكاريوس من كيتيون (لارنكا) إلى رتبة رئيس أساقفة قبرص وسمي بمكاريوس الثالث. وفي خطابه الافتتاحي تعهد بعدم الراحة حتى يتحقق الاتحاد مع الأم اليونان. وفي أثينا كان الإنوسيس موضوعًا شائعًا للمحادثة، وأصبح الكولونيل جورج غريفاس وهو مواطن قبرصي معروفًا بآرائه القوية حول هذا الموضوع. وتحسبًا لكفاح مسلح من أجل تحقيق الإنجاز، زار غريفاس قبرص في يوليو 1951. ناقش أفكاره مع مكاريوس لكنه أصيب بخيبة أمل بسبب رأي رئيس الأساقفة المتباين حيث اقترح النضال السياسي بدلاً من الثورة المسلحة ضد البريطانيين. فمنذ البداية وطوال ارتباطهما، استاء غريفاس من الاضطرار إلى مشاركة قيادة النضال مع رئيس الأساقفة. أما مكاريوس الذي كان قلقًا من تطرف غريفاس منذ اجتماعهما الأول، فقد فضل مواصلة الجهود الدبلوماسية، وخاصة الجهود في إشراك الأمم المتحدة. لم تتبدد مشاعر القلق التي نشأت بينهما. وفي النهاية أصبح الاثنان عدوين. في غضون ذلك في 16 أغسطس (حكومة باباغوس) 1954 طلب ممثل اليونان لدى الأمم المتحدة رسميًا تطبيق حق تقرير المصير لشعب قبرص. رفضت تركيا فكرة اتحاد قبرص واليونان. عارض المجتمع القبرصي التركي حركة القبارصة اليونانيين، حيث تم حماية وضع الأقلية القبرصية التركية وهويتها في ظل الحكم البريطاني. ازدادت العلاقات ما بين القبارصة الأتراك مع تركيا بشكل أقوى ردًا على القومية اليونانية العلنية للقبارصة اليونانيين. وبعد 1954 أصبحت الحكومة التركية متورطة بقوة في تلك القضية. وفي أواخر صيف وبداية خريف 1954 اشتدت مشكلة قبرص. ففي قبرص هددت الحكومة الاستعمارية ناشري المقالات المثيرة للفتنة بالسجن لمدة تصل إلى عامين.

### حملة إيوكا وإنشاء منظمة المقاومة التركية 1955–1959
في يناير 1955 أسس غريفاس المنظمة الوطنية للمقاتلين القبارصة (إيوكا EOKA). وفي 1 أبريل 1955 استهلت إيوكا حملتها المسلحة ضد الحكم البريطاني في سلسلة منسقة من الهجمات على الشرطة والجيش والمنشآت الحكومية الأخرى في نيقوسيا وفاماغوستا ولارنكا وليماسول. نتج عن ذلك مقتل 387 جنديًا وموظفًا بريطانيًا وبعض القبارصة اليونانيين المشتبه في تعاونهم. ونتيجة لذلك بدأ عدد من القبارصة اليونانيين بترك الشرطة. ولكن لم يؤثر هذا على قوة الشرطة الاستعمارية لأنها أنشأت بالفعل قوة احتياطية من القبارصة الأتراك فقط (Epicourical) لمحاربة منظمة إيوكا. وفي الوقت نفسه أدى ذلك إلى توترات بين الطائفتين القبرصية اليونانية والقبارصة الأتراك. وفي 1957 اتخذت منظمة المقاومة التركية (TMT) التي تم تشكيلها بالفعل لحماية القبارصة الأتراك إجراءاتها. وفي ردة فعل لازدياد المطالب بالإنوسيس، أصبح عدد من القبارصة الأتراك مقتنعًا بأن الطريقة الوحيدة لحماية مصالحهم وهويتهم من السكان القبارصة الأتراك في حالة الإينوسيس هي تقسيم الجزيرة إلى قطاع يوناني في الجنوب وقطاع تركي في الشمال.

### تأسيس الدستور
أضحت الجزيرة الآن على شفا حرب أهلية. حيث فشلت عدة محاولات لتقديم تسوية حل وسط. لذلك بدءًا من ديسمبر 1958 بدأ ممثلو اليونان وتركيا ما يسمى بـ الأراضي الأم، مناقشات حول قضية قبرص. ناقش المشاركون لأول مرة مفهوم قبرص المستقلة، أي لا إنوسيس ولا تقسيم. أسفرت المحادثات اللاحقة التي رأسها البريطانيون دائمًا عن ما يسمى باتفاق تسوية يدعم الاستقلال، ووضع أسس جمهورية قبرص. انتقل المشهد بعد ذلك بشكل طبيعي إلى لندن، حيث انضم إلى الممثلين اليونانيين والأتراك ممثلو القبارصة اليونانيين والقبارصة الأتراك (يمثلهم المطران مكاريوس والدكتور فاضل كوجوك مع عدم وجود سلطة كبيرة لصنع القرار) والبريطانيين. تم استكمال اتفاقيتا لندن وزيورخ التي أصبحت أساسًا لدستور قبرص لسنة 1960 بثلاث معاهدات - معاهدة التأسيس ومعاهدة الضمان ومعاهدة التحالف. كانت اللهجة العامة للاتفاقيات هي الحفاظ على القواعد السيادية البريطانية والمنشآت العسكرية والمراقبة. وأعرب بعض القبارصة اليونانيين لا سيما أعضاء منظمة إيوكا عن خيبة أملهم بسبب عدم تحقيق الإنوسيس. بطريقة مماثلة أعرب بعض القبارصة الأتراك وخاصة أعضاء منظمات مثل TMT عن خيبة أملهم لأنهم اضطروا إلى تأجيل هدفهم للتقسيم، ولكن معظم القبارصة الذين لم يتأثروا بما يسمى القوى الضامنة الثلاثة (اليونان وتركيا وبريطانيا) رحبوا بالاتفاقات ووضعوا جانبا مطالبهم بالتقسيم والإنوسيس. وفقًا لمعاهدة التأسيس احتفظت بريطانيا بالسيادة على مساحة 256 كيلومترًا مربعًا، والتي أصبحت منطقة قاعدة ديكيليا السيادية إلى الشمال الشرقي من لارنكا ومنطقة قاعدة أكروتيري السيادية إلى الجنوب الغربي من ليماسول.
حصلت قبرص على استقلالها يوم 16 أغسطس 1960.

## الاستقلال والانهيار الدستوري والمحادثات بين الطوائف 1960-1974
وفقا للترتيبات الدستورية كان من المقرر أن تصبح قبرص جمهورية مستقلة وحيادية برئيس قبرصي يوناني ونائبه قبرصي تركي. السلطة التنفيذية العامة منوطة بمجلس وزراء بنسبة سبعة يونانيين إلى ثلاثة أتراك. (القبارصة اليونانيون يمثلون 78٪ من السكان والقبارصة الأتراك 18٪. أما الـ 4٪ المتبقية فتشكلها الأقليات الثلاث: الموارنة واللاتينيين والأرمن [الإنجليزية]). أما مجلس النواب المكون من خمسين عضوًا، سيكون أيضًا سبعة إلى ثلاثة، وكان من المقرر انتخابهم بشكل منفصل عن طريق الاقتراع الجماعي على أساس الاقتراع العام. بالإضافة إلى ذلك تم توفير غرفتين طائفيتين منفصلتين للقبارصة اليونانيين والقبارصة الأتراك لممارسة الرقابة في مسائل الدين والثقافة والتعليم. ووفقًا للمادة 78 (2)، «يتطلب أي قانون يفرض رسومًا أو ضرائب أغلبية بسيطة من الممثلين المنتخبين من الطائفتين اليونانية والتركية المشاركين على التوالي في التصويت». كان من المقرر أن يتم التشريع المتعلق بالموضوعات الأخرى بأغلبية بسيطة ولكن مرة أخرى يتمتع الرئيس ونائب الرئيس بنفس حق النقض - المطلق في الشؤون الخارجية والدفاع والأمن الداخلي، والتأخير في المسائل الأخرى - كما هو الحال في مجلس الوزراء. ويترأس النظام القضائي محكمة دستورية عليا تتألف من قبرصي يوناني وآخر قبرصي تركي ويرأسها قاض متعاقد من بلد محايد. كان دستور قبرص أثناء إنشاء جمهورية مستقلة وذا سيادة وسلطة في القانون الدستوري وعلى حد تعبير دي سميث: «فريد من نوعه في تعقيده الملتوي وفي تعدد الضمانات التي يوفرها للأقلية الرئيسية؛ يقف دستور قبرص وحده بين دساتير العالم». في غضون فترة قصيرة من الزمن بدأت الخلافات الأولى في الظهور بين الطائفتين. وشملت القضايا الخلافية الضرائب وإنشاء بلديات منفصلة. بسبب نظام الفيتو التشريعي، أدى ذلك إلى إغلاق السياسة المجتمعية والدولة في كثير من الحالات.

### أزمة 1963-1964
فشلت المحاولات المتكررة لحل الخلافات. وفي النهاية في يوم 30 نوفمبر 1963 قدم مكاريوس إلى الضامنين الثلاثة اقتراحًا من ثلاث عشرة نقطة يهدف في رأيه إلى إزالة العوائق أمام عمل الحكومة. تضمنت النقاط الثلاث عشرة مراجعات دستورية، بما في ذلك تخلي الرئيس ونائب الرئيس عن حق النقض. رفضته تركيا في البداية (رغم أنه ناقش الاقتراح لاحقًا). أدى ذلك إلى اقتتال طائفي واسع النطاق في عيد الميلاد الدموي (1963) في 21 ديسمبر 1963، ثم افتتال بين المجتمعات المحلية في نيقوسيا. وانتشرت في الأيام التي تلتها إلى باقي أنحاء الجزيرة، مما أدى إلى مقتل 364 من القبارصة الأتراك و 174 من القبارصة اليونانيين والتشريد القسري لـ 25.000 من القبارصة الأتراك. وفي الوقت نفسه انهارت حكومة تقاسم السلطة. كيف حدث هذا هو أحد أكثر القضايا الخلافية في التاريخ القبرصي الحديث. ويقول القبارصة اليونانيون إن القبارصة الأتراك انسحبوا من أجل تشكيل إدارتهم الخاصة. يؤكد القبارصة الأتراك أنهم أجبروا على المغادرة. اختار العديد من القبارصة الأتراك الانسحاب من الحكومة. ومع ذلك في كثير من الحالات منع القبارصة اليونانيون الراغبين من الأتراك بالبقاء في وظائفهم من القيام بذلك. كما رفض العديد من القبارصة الأتراك الحضور لأنهم يخشون على حياتهم بعد أعمال العنف الأخيرة. كان هناك بعض الضغط من TMT أيضًا. على أية حال ففي الأيام التي تلت القتال، تم بذل جهد محموم لتهدئة التوترات. وفي النهاية في 27 ديسمبر 1963 تم تشكيل قوة حفظ سلام مؤقتة، قوة الهدنة المشتركة من بريطانيا واليونان وتركيا. بعد انهيار حكومة الشراكة تم الاعتراف بالإدارة التي يقودها القبارصة اليونانيون كحكومة شرعية لجمهورية قبرص في مرحلة المناقشات في نيويورك في فبراير 1964. حافظت قوة الهدنة المشتركة على الخط حتى تم تشكيل قوة الأمم المتحدة لحفظ السلام UNFICYP بعد قرار مجلس الأمن التابع للأمم المتحدة رقم 186 الذي صدر في 4 مارس 1964.

### جهود السلام 1964-1974
في الوقت الذي أنشأ فيه مجلس الأمن قوة لحفظ السلام، أوصى الأمين العام -بعد مشاورة الأطراف والدول الضامنة- بتعيين وسيط لتولي مسؤولية جهود صنع السلام الرسمية. فعيّن يو ثانت الدبلوماسي الفنلندي ساكاري توميوجا. فاعتبر توميوجا حينها أن المشكلة دولية في جوهرها، ورأى أن الإينوسيس هو المسار الأكثر منطقية للتسوية، إلا أنه رفض ذلك على أساس أنه من غير المناسب أن يقترح مسؤول في الأمم المتحدة حلاً من شأنه أن يؤدي إلى حل دولة عضو في الأمم المتحدة. وكان للولايات المتحدة وجهة نظر مختلفة. ففي أوائل يونيو بعد تهديد تركي آخر بالتدخل، أطلقت واشنطن مبادرة مستقلة تحت قيادة دين أتشيسون وزير الخارجية الأسبق. فقدم في يوليو خطة لتوحيد قبرص مع اليونان. مقابل أن تركيا ستحصل على قاعدة عسكرية لها سيادة عليها في الجزيرة. كما سيُمنح القبارصة الأتراك حقوق الأقليات التي سيشرف عليها مفوض دولي مقيم. ولكن مكاريوس رفض الاقتراح، بحجة أن منح تركيا الأراضي سيكون قيدًا على الدخول وسيمنح أنقرة رأيًا قويًا للغاية في شؤون الجزيرة. فجائت نسخة أخرى من الخطة التي عرضت على تركيا، وهو عقد إيجار لمدة 50 عامًا على قاعدة. وقد رفض القبارصة اليونانيون وتركيا هذا العرض. وفي النهاية تخلت الولايات المتحدة عن جهودها بعد عدة محاولات فاشلة للتوصل إلى اتفاق.
بعد الوفاة المفاجئة للسفير توميوجا في أغسطس، تم تعيين جالو بلازا وسيطًا، فنظر إلى المشكلة من منظور مجتمعي. فقدم في مارس 1965 تقريرًا ينتقد الطرفين لعدم التزامهما بالتوصل إلى تسوية. وبينما كان يتفهم رغبة القبارصة اليونانيين إلى أنوسيس، إلا أنه يعتقد أن أي محاولة للانضمام يجب أن تتوقف طواعية. وبالمثل اعتبر أن على القبارصة الأتراك الامتناع عن المطالبة بحل فيدرالي للمشكلة. على الرغم من قبول القبارصة اليونانيين للتقرير في نهاية المطاف مع أنه رفض الإينوسيس المباشر، إلا أن تركيا والقبارصة الأتراك رفضوا الخطة، ودعوا بلازا إلى الاستقالة على أساس أنه تجاوز ولايته من خلال تقديم مقترحات محددة. كان من المفترض ببساطة أن يتوسط في اتفاق. لكن القبارصة اليونانيين أوضحوا أنهم إذا استقال جالو بلازا سيرفضون قبول بديل. لم يكن أمام يو ثانت أي خيار سوى التخلي عن جهود الوساطة. وبدلاً من ذلك، قرر إتاحة مساعيه الحميدة للجانبين من خلال القرار 186 الصادر في 4 مارس 1964 في تعيين وسيط. وفي تقريره (S/6253, A/6017, ‏26 مارس 1965) انتقد الوسيط الدكتور جالو بلازا الإطار القانوني لسنة 1960 واقترح تعديلات رئيسية رفضتها تركيا والقبارصة الأتراك. وبعد انتهاء جهود الوساطة بالفشل التام، استقال بلازا في نهاية العام ولم يتم استبداله.
وفي مارس 1966 بدأت محاولة أكثر تواضعا لصنع السلام تحت رعاية كارلوس بيرناديس الممثل الخاص للأمين العام لقبرص. وبدلاً من محاولة وضع مقترحات رسمية للمساومة بين الطرفين، اتجه إلى تشجيع الجانبين على الاتفاق على التسوية من خلال الحوار المباشر. ومع ذلك حالت الفوضى السياسية المستمرة في اليونان دون تطوير أي مناقشات جوهرية. تغير الوضع في العام التالي.
ففي 21 أبريل 1967 أدى انقلاب في اليونان إلى وصول إدارة عسكرية إلى السلطة. وفي نوفمبر 1967 شهدت قبرص نوبة عنف طائفي شديد لم تشهده منذ 1964. حيث جرى هجوم كبير على قرى قبرصية تركية في جنوب الجزيرة خلف 27 قتيلا. فردت تركيا بقصف القوات القبرصية اليونانية، وبدا أنها كانت تستعد للتدخل. فاضطرت اليونان للاستسلام، وبعد تدخل دولي وافقت على استدعاء الجنرال جورج غريفاس قائد الحرس الوطني القبرصي اليوناني والقائد السابق لـ المنظمة الوطنية للمقاتلين القبارصة، وتقليل قواتها في الجزيرة. فأعلن القبارصة الأتراك إدارتهم المؤقتة في 28 ديسمبر 1967. فرد مكاريوس على الفور أن الإدارة الجديدة غير قانونية. ومع ذلك حدث تغيير كبير: فقد بدأ رئيس الأساقفة إلى جانب معظم القبارصة اليونانيين الآخرين، بقبول أن القبارصة الأتراك يجب أن يتمتعوا بدرجة معينة من الاستقلال السياسي. كما تم إدراك أن توحيد اليونان وقبرص هو أمر غير قابل للتحقيق في ظل الظروف السائدة.
وفي مايو 1968 بدأت المحادثات بين الطائفتين تحت رعاية المساعي الحميدة للأمين العام للأمم المتحدة. وعلى غير العادة لم تجر المحادثات بين الرئيس مكاريوس ونائب الرئيس كوجوك. وبدلاً من ذلك تم إدارتها من قبل رؤساء المجالس النيابية: غلافكوس كليريدس ورؤوف دنكتاش، وتم إحراز تقدم ضئيل. فخلال الجولة الأولى من المحادثات التي استمرت حتى أغسطس 1968 كان القبارصة الأتراك على استعداد لتقديم العديد من التنازلات فيما يتعلق بالمسائل الدستورية، لكن مكاريوس رفض منحهم قدرًا أكبر من الحكم الذاتي في المقابل. وفي الجولة الثانية من المحادثات التي ركزت على الحكومة المحلية، لم تنجح بنفس القدر. وفي ديسمبر 1969 بدأت جولة ثالثة من النقاش، هذه المرة ركزوا على القضايا الدستورية. ومرة أخرى كان هناك تقدم ضئيل في الجولة التي انتهت في سبتمبر 1970، فألقى الأمين العام باللوم على كلا الجانبين لعدم وجود تحرك كافٍ. وركزت الجولة الرابعة والأخيرة من المحادثات بين الطائفتين أيضًا على القضايا الدستورية، لكنها فشلت مرة أخرى في إحراز تقدم كبير قبل أن تضطر إلى التوقف في 1974.

## الانقلاب اليوناني والغزو التركي
طغى على الصراع الطائفي جزئيًا انقسام اليونانيين بين مكاريوس المؤيد للاستقلال وجبهة إنوسيس الوطنية المدعومة من المجلس العسكري اليوناني. عاد غريفاس إلى قبرص في 1971 وأسس EOKA-B، وهي جماعة متشددة مناهضة لمكاريوس. وطالبت اليونان قبرص بالخضوع لنفوذها وإقالة وزير الخارجية القبرصي. وقد نجا مكاريوس من محاولة اغتيال، واحتفظ بالدعم الشعبي الكافي للبقاء في السلطة. فتشكل مجلس عسكري جديد في اليونان في سبتمبر 1973، واستمر ضغط مؤيدي الإنوسيس بالتصاعد: على الرغم من وفاة غريفاس فجأة في يناير 1974.
في يوليو 1974 شنت اليونان والحرس الوطني القبرصي انقلابًا ضد مكاريوس نصب فيه نيكوس سامبسون رئيسًا بإدارة المجلس العسكري اليوناني. ففر مكاريوس بمساعدة بريطانيا. وفي مواجهة سيطرة اليونان على الجزيرة طالبت تركيا اليونان بإقالة سامبسون وسحب قواتها المسلحة واحترام استقلال قبرص؛ فرفضت اليونان. لم يستطع مبعوث الولايات المتحدة جوزيف سيسكو إقناع اليونان بقبول تسوية أجاويد القبرصية التي تضمنت سيطرة القبارصة الأتراك على منطقة ساحلية في الشمال ومفاوضات من أجل حل فيدرالي؛ وبدا كيسنجر على استعداد لدعم الإنوسيس والوحدة مع اليونان. ولكن الاتحاد السوفيتي رفض ذلك، لأنه يقوي الناتو ويضعف اليسار في قبرص.
كان التدخل التركي مدفوعًا بالسياسة الخارجية الحازمة لرئيس وزرائها بولنت أجاويد، وبدعم من شريكه في التحالف نجم الدين أربكان. قررت تركيا اتخاذ إجراء من جانب واحد بعد أن رفضت بريطانيا دعوة للعمل المشترك حسب معاهدة الضمان. وفي 20 يوليو غزت تركيا قبرص بقوات محدودة وحقق نجاحًا محدودًا، مما أدى إلى قيام القوات اليونانية باحتلال الجيوب القبرصية التركية عبر الجزيرة. وبعدها بيومين قامت تركيا بتأمين ممر ضيق يربط الساحل الشمالي مع نيقوسيا، وفي 23 يوليو وافقت على وقف إطلاق النار بعد تأمين رأس جسر مناسب لها.
تسبب الغزو التركي باضطرابات سياسية في اليونان. فانهار المجلس العسكري في 23 يوليو، وحل محله حكومة قسطنطين كرامنليس المدنية. وفي قبرص من نفس اليوم، تم استبدال سامبسون بالقائم بأعمال الرئيس غلافكوس كليريدس في غياب مكاريوس.
وعقدت محادثات سلام رسمية بعد يومين في جنيف بسويسرا بين اليونان وتركيا وبريطانيا. خلال الأيام الخمسة التالية وافقت تركيا على وقف تقدمها بشرط أن تبقى في الجزيرة إلى حين التوصل إلى تسوية سياسية. في غضون ذلك واصلت القوات التركية تقدمها واحتلت القوات اليونانية المزيد من الجيوب القبرصية التركية. تم الاتفاق على خط وقف إطلاق نار جديد. وفي 30 يوليو أعلنت السلطات أن انسحاب القوات التركية يجب أن يرتبط بتسوية عادلة ودائمة مقبولة لجميع الأطراف المعنية، مع الإشارة إلى إدارتين تتمتعان بالحكم الذاتي - إدارة الطائفة القبرصية اليونانية وإدارة المجتمع التركي القبرصي.
وعقدت جولة أخرى من المحادثات في 8 أغسطس ضمت ممثلين قبرصيين هذه المرة. وطالب القبارصة الأتراك بدعم من تركيا بالانفصال الجغرافي عن القبارصة اليونانيين؛ رفض مكاريوس ذلك وكان ملتزمًا بدولة موحدة. مما أوصل المباحثات إلى طريق مسدود. وفي 14 أغسطس طالبت تركيا اليونان بقبول دولة اتحادية قبرصية، الأمر الذي كان سيؤدي إلى حصول القبارصة الأتراك - الذين يشكلون 18٪ من السكان و 10٪ من ملكية الأراضي - على 34٪ من الجزيرة. وانتهت المحادثات عندما رفضت تركيا طلب كليريديس مدة ما بين 36 و 48 ساعة للتشاور مع الحكومتين القبرصية واليونانية. في غضون ساعات شنت تركيا هجومًا ثانيًا سيطرت فيه على 36٪ من الجزيرة بحلول وقت وقف إطلاق النار الأخير في 16 أغسطس 1974، أصبحت المنطقة الواقعة بين المتحاربين منطقة عازلة تديرها الأمم المتحدة أو «الخط الأخضر».
أسفر الانقلاب اليوناني والغزو التركي عن سقوط آلاف الضحايا من القبارصة. أفادت حكومة قبرص بوجود 200 ألف لاجئ.‏ 160 ألف هم ممن يعيشون في المنطقة الشمالية التي تحتلها تركيا فروا أو تم إجلاؤهم؛ وكانوا يشكلون 82٪ من سكان المنطقة. وافقت الأمم المتحدة على إعادة التوطين الطوعي لـ 51000 من القبارصة الأتراك المتبقين في الجنوب في المنطقة الشمالية؛ هرب الكثيرون إلى المناطق البريطانية وانتظروا الإذن بالهجرة إلى المنطقة الخاضعة للسيطرة التركية.

## الجزيرة المقسمة 1974–1997

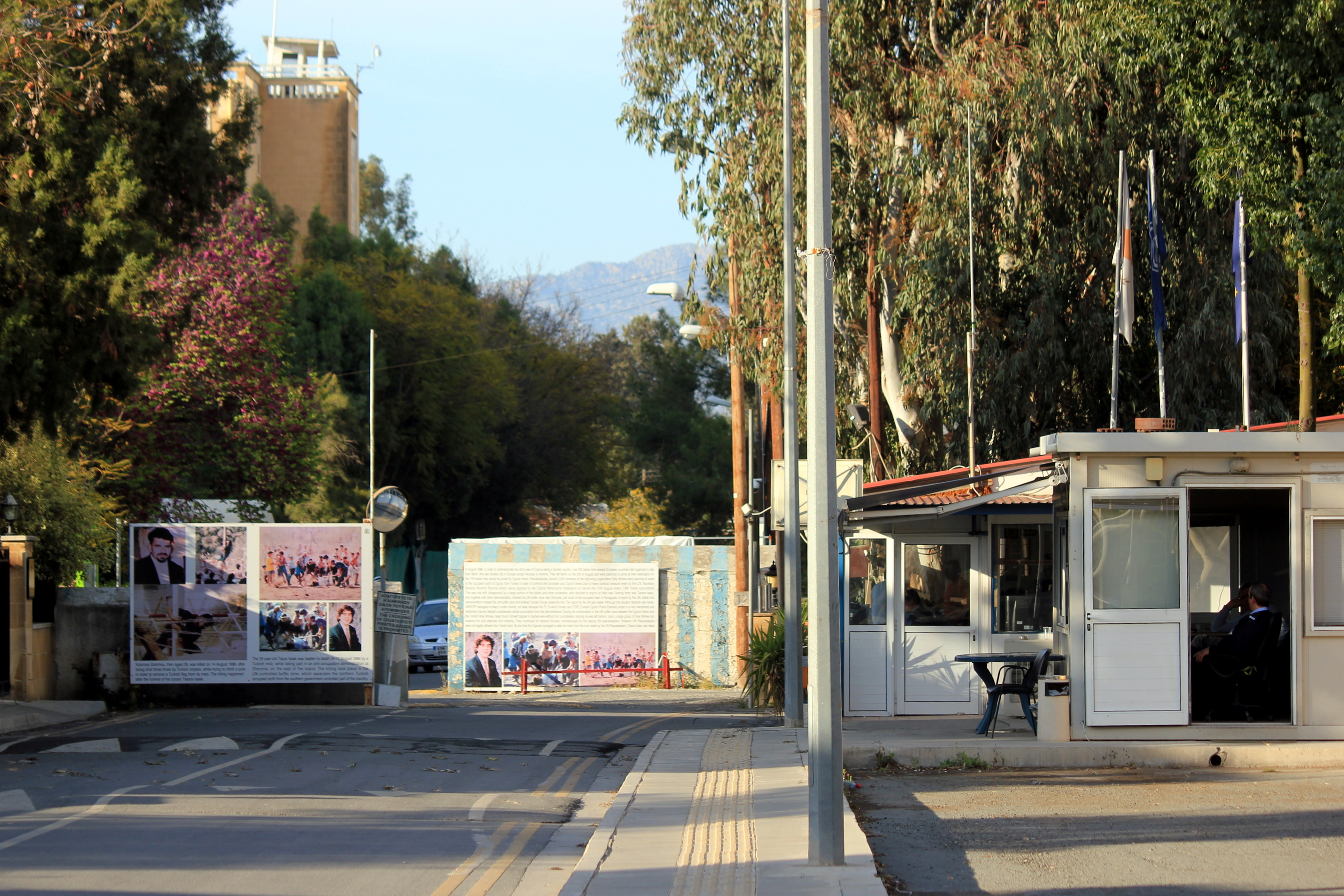
الخط الأخضر في نيقوسيا، قبرص.

في مؤتمر جنيف الثاني في 9 أغسطس، ضغطت تركيا من أجل حل فيدرالي لمشكلة المقاومة اليونانية المتشددة. في حين أراد القبارصة الأتراك إنشاء اتحاد ثنائي المناطق، قدمت تركيا بموجب نصيحة أمريكية خطة كانتونية تتضمن فصل المناطق القبرصية التركية عن بعضها البعض. لأسباب أمنية لم يحبذ القبارصة الأتراك الكانتونات. وكانت كل خطة تحتوي على 34% من الإقليم.
وقدم وزير الخارجية التركي توران غونيش تلك الخطط إلى المؤتمر في 13 أغسطس. فطلب كليريديس مهلة ما بين 36 إلى 48 ساعة للنظر في الخطط، لكن غونيش طالب برد فوري. اعتبر اليونانيون والبريطانيون والأمريكيون هذا الأمر غير مقبول، وكانوا في تشاور وثيق. ومع ذلك ففي اليوم التالي بسطت القوات التركية سيطرتها على حوالي 36% من الجزيرة، خشية أن يؤدي التأخير إلى قلب الرأي الدولي ضدها بشدة.
تضررت سمعة تركيا الدولية نتيجة تحرك الجيش التركي السريع لبسط سيطرته على ثلث الجزيرة. واعتبر رئيس الوزراء البريطاني الإنذار التركي غير معقول لأنه تم تقديمه دون إتاحة الوقت الكافي للدراسة. ومن وجهة نظر اليونان تم تقديم المقترحات التركية وهي مدركة تمامًا أن الجانب اليوناني لا يمكن أن يقبلها، وعكست الرغبة التركية في إقامة قاعدة عسكرية في قبرص. لقد قطع الجانب اليوناني بعض الشوط في مقترحاته من خلال الاعتراف بمجموعات قرى تركية ومناطقها الإدارية. لكنهم شددوا على أن النظام الدستوري لقبرص يجب أن يحتفظ بطابعه الثنائي الطائفي على أساس التعايش بين المجتمعين اليوناني والتركي في إطار جمهورية ذات سيادة ومستقلة ومتكاملة. كانت مقترحات الجانب التركي في الأساس تتعلق بالتوحيد الجغرافي والفصل والمقياس أكبر بكثير مما قد يتصوره الجانب اليوناني من حكم ذاتي لهذه المنطقة أو تلك المناطق.

### 1975–1979
في 28 أبريل 1975 أطلق كورت فالدهايم الأمين العام للأمم المتحدة مهمة جديدة للمساعي الحميدة. بدءًا من فيينا وعلى مدار الأشهر العشرة التالية، ناقش كليريدس ودنكطاش مجموعة من القضايا الإنسانية المتعلقة بأحداث العام السابق. ومع ذلك فشلت محاولات إحراز تقدم في القضايا الجوهرية - مثل الأراضي وطبيعة الحكومة المركزية - في تحقيق أي نتائج. بعد خمس جولات انهارت المحادثات في فبراير 1976. وفي يناير 1977 تمكنت الأمم المتحدة من تنظيم اجتماع في نيقوسيا بين مكاريوس ودنكطاش، أدى هذا إلى اختراق كبير، حيث وقع الزعيمان في 12 فبراير اتفاقية من أربع نقاط تؤكد أن تسوية قبرص المستقبلية تستند إلى اتحاد فيدرالي. ويتم تحديد حجم الولايات من خلال الجدوى الاقتصادية وملكية الأراضي. وتمنح الحكومة المركزية سلطات لضمان وحدة الدولة. أما تسوية القضايا الأخرى مثل حرية الاستيطان وحرية التنقل فستحل من خلال المناقشة. وبعد أشهر قليلة في أغسطس 1977 توفي مكاريوس، فحل محله سبيروس كبريانو وزير الخارجية.
وفي 1979 قدمت الولايات المتحدة خطة ABC كاقتراح لحل دائم لمشكلة قبرص. لقد توقعت اتحادًا ثنائي الطائفة مع حكومة مركزية قوية. ولكن رفضه زعيم القبارصة اليونانيين سبيروس كيبريانو ثم رفضته تركيا.
في مايو 1979 زار فالدهايم قبرص وحصل على مجموعة مقترحات أخرى من عشر نقاط من الجانبين. بالإضافة إلى إعادة التأكيد على الاتفاقية رفيعة المستوى لسنة 1977، تضمنت النقاط العشر أيضًا أحكامًا لنزع السلاح من الجزيرة والالتزام بالامتناع عن الأنشطة والأعمال المزعزعة للاستقرار. وبعدها بدأت جولة جديدة من المناقشات في نيقوسيا. ولكن كانت كما في السابق قصيرة العمر. في البداية لم يرغب القبارصة الأتراك في مناقشة فاروشا، وهو منتجع في فاماغوستا كان قد أخلاها القبارصة اليونانيون عندما اجتاحتها القوات التركية. كانت تلك قضية رئيسية بالنسبة للقبارصة اليونانيين. ثانيًا فشل الجانبان في الاتفاق على مفهوم «ثنائية المجتمع». يعتقد القبارصة الأتراك أن الدولة الفيدرالية القبرصية الأتراك ستكون حصرا للقبارصة الأتراك وأن دولة القبارصة اليونانيين ستكون حصرا للقبارصة اليونانيين. أما القبارصة اليونانيون فيرون أن الدولتين يجب أن تكونا في الغالب وليس حصرًا لمجتمع معين.

### إعلان استقلال القبارصة الأتراك
في مايو 1983 تعثرت جهود خافيير بيريز دي كوييار الأمين العام للأمم المتحدة آنذاك، بعد أن أصدرت الجمعية العامة للأمم المتحدة قرارًا يدعو إلى انسحاب جميع قوات الاحتلال من قبرص. وكان القبارصة الأتراك غاضبين من القرار وهددوا بإعلان الاستقلال انتقاما. على الرغم من ذلك فقد قدم بيريز دي كوييار في أغسطس مجموعة من المقترحات للجانبين للنظر فيها، ودعا فيها إلى رئاسة متناوبة، وإنشاء جمعية من مجلسين على نفس المنوال كما هو مقترح بالسابق، وتمثيل بنسبة 60:40 في السلطة التنفيذية المركزية. في مقابل زيادة التمثيل في الحكومة المركزية، وبامكان القبارصة الأتراك التنازل عن 8-13 % من الأراضي التي بحوزتهم. وافق كل من كيبريانو ودنكطاش على المقترحات. ولكن في يوم 15 نوفمبر 1983 استغل القبارصة الأتراك حالة عدم الاستقرار السياسي التي أعقبت الانتخابات في تركيا وأعلنوا الاستقلال من جانب واحد. وفي غضون أيام أصدر مجلس الأمن قرارًا رقم 541 (13-1 صوتًا: عارضت باكستان فقط) موضحًا أنه لن يقبل بالدولة الجديدة، وأن القرار عطل جهود التوصل إلى تسوية. نفى دنكتاش ذلك في رسالة وجهها إلى الأمين العام لإبلاغه بالقرار، وأصر على أن هذه الخطوة تضمن أن أي تسوية مستقبلية ستكون فيدرالية بطبيعتها. على الرغم من أن تركيا قد اعترفت ب«جمهورية شمال قبرص التركية»، إلا أن بقية المجتمع الدولي أدان هذه الخطوة. أصدر مجلس الأمن قرارًا آخر رقم 550 (13-1 صوتًا: مرة أخرى عارضت باكستان فقط) يدين تبادل السفراء المزعوم بين تركيا وقيادة القبارصة الأتراك.
وفي سبتمبر 1984 استؤنفت المحادثات. وبعد ثلاث جولات من المناقشات تم الاتفاق مرة أخرى على أن تصبح قبرص اتحادًا فيدراليًا ثنائي المناطق وثنائي الطائفتين وغير منحاز. ويحتفظ القبارصة الأتراك بنسبة 29 % لدولتهم الفيدرالية وستغادر جميع القوات الأجنبية الجزيرة. وفي يناير 1985 التقى الزعيمان في أول محادثات وجهاً لوجه منذ اتفاق 1979. ومع ذلك في حين كان الاعتقاد السائد أن الاجتماع كان يعقد للاتفاق على تسوية نهائية، إلا أن كيبريانو أصر بأنه فرصة لمزيد من المفاوضات. فانهارت المحادثات. وفي أعقاب ذلك تعرض زعماء القبارصة اليونانيين لانتقادات شديدة، سواء في الداخل أو في الخارج. بعد ذلك أعلن دنكتاش أنه لن يقدم الكثير من التنازلات مرة أخرى. ولكن دي كوييار الذي لم يتوانى عن ذلك قد قدم للجانبين في مارس 1986 مسودة اتفاق إطاري. ونصت الخطة مرة أخرى على إنشاء دولة مستقلة غير منحازة وثنائية الطائفة وثنائية المناطق في قبرص. ومع ذلك لم يكن القبارصة اليونانيون سعداء بالمقترحات. وجادلوا بأن مسائل إخراج القوات التركية من قبرص لم تتم معالجتها، كما لم تتم إعادة العدد المتزايد من المستوطنين الأتراك على الجزيرة. علاوة على ذلك لم تكن هناك ضمانات باحترام الحريات الثلاث الكاملة. أخيرًا رأوا أن هيكل الدولة المقترح هو كونفدرالية بطبيعتها. فشلت الجهود الأخرى للتوصل إلى اتفاق حيث ظل الجانبان متمسكين بمواقفهما.

### مجموعة الأفكار
في أغسطس 1988 دعا بيريز دي كوييار الجانبين للقائه في جنيف في أغسطس. هناك اتفق الزعيمان - جورج فاسيليو ورؤوف دنكتاش - على التخلي عن مسودة الاتفاقية الإطارية والعودة إلى اتفاقيات 1977 و 1979 رفيعة المستوى. ومع ذلك تعثرت المحادثات عندما أعلن القبارصة اليونانيون عن نيتهم التقدم للحصول على عضوية المجموعة الأوروبية (الاتحاد الأوروبي لاحقًا)، وهي خطوة عارضها بشدة القبارصة الأتراك وتركيا. ومع ذلك في يونيو 1989 قدم دي كويلار للطائفتين «مجموعة الأفكار». وسرعان ما رفضها دنكتاش لأنه لم يعارض البنود فحسب بل جادل أيضًا بأن الأمين العام للأمم المتحدة ليس له الحق في تقديم مقترحات رسمية للجانبين. التقى الجانبان مرة أخرى في نيويورك في فبراير 1990. ومرة أخرى كانت المحادثات قصيرة العمر. طالب دنكتاش هذه المرة القبارصة اليونانيين بالاعتراف بوجود شعبين في قبرص وبالحق الأساسي للقبارصة الأتراك في تقرير المصير.
في 4 يوليو 1990 تقدمت قبرص رسميًا بطلب للانضمام إلى المفوضية الأوروبية. وكان القبارصة الأتراك وتركيا اللذان قدما طلبا للعضوية في 1987 غاضبين. ادعى دنكتاش أن قبرص يمكن أن تنضم إلى المجموعة فقط في نفس الوقت مع تركيا وألغى جميع المحادثات مع مسؤولي الأمم المتحدة. وقد وافقت الدول الأعضاء في المفوضية الأوروبية بالإجماع في سبتمبر 1990 على إحالة الطلب القبرصي إلى المفوضية للنظر فيه رسميًا. رداً على ذلك وقعت تركيا والجمهورية التركية لشمال قبرص إعلاناً مشتركاً بإلغاء ضوابط جوازات السفر وإدخال اتحاد جمركي بعد أسابيع فقط. واصل خافيير بيريز دي كوييار دون توقف بحثه عن حل طوال 1991، ولكنه لم يحرز أي تقدم. في تقريره الأخير إلى مجلس الأمن المقدم في أكتوبر 1991 بموجب قرار مجلس الأمن الدولي رقم 716 ألقى باللوم على دنكتاش مشيرًا إلى مطالبة زعيم القبارصة الأتراك بأن يكون للطائفتين سيادة متساوية وحق في الانفصال.
وفي 3 أبريل 1992 قدم بطرس غالي الأمين العام الجديد للأمم المتحدة إلى مجلس الأمن الخطوط العريضة لخطة إنشاء اتحاد فيدرالي ثنائي المناطق والطائفتين يحظر أي شكل من أشكال التقسيم أو الانفصال أو الاتحاد مع دولة أخرى. بينما وافق القبارصة اليونانيون على مجموعة الأفكار كأساس للتفاوض، انتقد دنكتاش مرة أخرى الأمين العام للأمم المتحدة لتجاوز سلطته. وعندما عاد في النهاية إلى طاولة المفاوضات اشتكى زعيم القبارصة الأتراك من أن المقترحات فشلت في الاعتراف بمجتمعه. وفي نوفمبر أوقف غالي المحادثات. وقرر اتباع نهج مختلف وحاول تشجيع الجانبين على إظهار حسن النية من خلال قبول ثمانية تدابير لبناء الثقة. وشمل ذلك تقليص القوات العسكرية على الجزيرة، ونقل فاروشا إلى سيطرة الأمم المتحدة، وتقليل القيود على الاتصالات بين الجانبين، وإجراء تعداد سكاني على مستوى الجزيرة وإجراء دراسات جدوى بشأن الحل. وصدق مجلس الأمن على هذا النهج.
في 24 مايو 1993 قدم الأمين العام رسميًا للجانبين تدابير بناء الثقة الخاصة به. وافق دنكتاش على بعض المقترحات، ولكن لم يكن مستعدًا للموافقة على الحزمة ككل. وفي 30 يونيو أعادت المفوضية الأوروبية رأيها بشأن طلب العضوية القبرصي. في حين أن القرار قدم تأييدًا قويًا لقضية العضوية القبرصية، فقد امتنع عن فتح الطريق أمام مفاوضات فورية. وأوضحت المفوضية أنها شعرت بضرورة إعادة النظر في الموضوع في يناير 1995 مع مراعاة المواقف التي يتبناها كل طرف في المحادثات. وفي ديسمبر 1993 اقترح غلافكوس كليريدس نزع السلاح من قبرص. ورفض دنكتاش الفكرة لكنه أعلن في الشهر التالي أنه سيكون على استعداد لقبول تدابير بناء الثقة من حيث المبدأ. بدأت محادثات التقريب بعد ذلك بوقت قصير. وفي مارس 1994 قدمت الأمم المتحدة للجانبين مسودة وثيقة تحدد الإجراءات المقترحة بمزيد من التفصيل. وقال كليريديس إنه سيكون على استعداد لقبول الوثيقة إذا وافق دنكتاش، لكن زعيم القبارصة الأتراك رفض على أساس أنها ستخل بتوازن القوى في الجزيرة. ومرة أخرى لم يكن أمام غالي خيار سوى إلقاء اللوم على انهيار آخر للمحادثات على الجانب القبرصي التركي. وكان دنكتاش على استعداد لقبول التغييرات المتفق عليها بشكل متبادل، لكن كليريدس رفض التفاوض بشأن أي تغييرات أخرى لمقترحات مارس. وقد رفض الجانبان مقترحات أخرى قدمها الأمين العام في محاولة لكسر الجمود.

### الجمود والمعارك القانونية 1994-1997
انعقد المجلس الأوروبي في كورفو يومي 24-25 يونيو 1994، حيث أكد الاتحاد الأوروبي رسميًا أن قبرص ستدرج في المرحلة التالية من توسع الاتحاد. وفي 5 يوليو فرضت محكمة العدل الأوروبية قيودًا على تصدير البضائع من شمال قبرص إلى الاتحاد الأوروبي. وفي ديسمبر تضررت العلاقات بين الاتحاد الأوروبي وتركيا عندما أعاقت اليونان التنفيذ النهائي لاتحاد جمركي. ونتيجة لذلك ظلت المحادثات معطلة تمامًا طوال 1995 و 1996.
وفي ديسمبر 1996 أصدرت المحكمة الأوروبية لحقوق الإنسان (ECHR) حكمًا تاريخيًا أعلن أن تركيا هي قوة احتلال في قبرص. تركزت القضية - لويزيدو ضد تركيا - على تيتينا لويزيدو وهي لاجئة من كيرينيا، حُكم عليها بأن تركيا حرمتها بشكل غير قانوني من السيطرة على ممتلكاتها. كان للقضية أيضًا آثار مالية خطيرة حيث قضت المحكمة لاحقًا بأن على تركيا دفع 825 ألف دولار أمريكي للسيدة لويزيدو كتعويض عن خسارة استخدام ممتلكاتها. ورفضت أنقرة الحكم ووصفته بدوافع سياسية.
بعد عشرين عامًا من المحادثات بدت التسوية بعيدة المنال كما كانت دائمًا. ومع ذلك فإن المعايير الأساسية للتسوية قد تم الاتفاق عليها دوليًا الآن. ستكون قبرص اتحادًا فيدراليًا ثنائي المناطق وطائفتين. من المتوقع أيضًا أن يعالج الحل المشكلات التالية:
- الإطار الدستوري.
- التغييرات الإقليمية.
- إعادة الممتلكات إلى مالكي ما قبل 1974 و/أو دفع التعويض.
- عودة النازحين.
- نزع السلاح من قبرص.
- حقوق الإقامة / إعادة المستوطنين الأتراك.
- ترتيبات حفظ السلام في المستقبل.

#### أحداث أغسطس 1996
في أغسطس 1996 تظاهر لاجئون قبارصة يونانيون في درينيا على دراجات نارية احتجاجًا ضد الاحتلال التركي لقبرص. شارك في مسيرة راكبي الدراجات النارية 2000 دراج من الدول الأوروبية ونظمها اتحاد راكبي الدراجات النارية في قبرص. بدأ التجمع من برلين إلى كيرينيا (مدينة في شمال قبرص) لإحياء الذكرى الثانية والعشرين لتأسيس قبرص كدولة مقسمة ويهدف إلى عبور الحدود باستخدام الوسائل السلمية. وكان مطلب المتظاهرين هو الانسحاب الكامل للقوات التركية وعودة اللاجئين القبارصة إلى منازلهم وممتلكاتهم. وكان من بينهم تاسوس إسحاق الذي تعرض للضرب حتى الموت.
قُتل رجل آخر سولوموس سولومو برصاص القوات التركية خلال نفس الاحتجاجات في 14 أغسطس 1996. تبع ذلك تحقيق أجرته سلطات جمهورية قبرص، وتم تسمية المشتبهين باسم كينان أكين وإردان إيمانت. تم التحريض على الإجراءات القانونية الدولية وصدرت أوامر اعتقال لكليهما عبر الإنتربول. أثناء مظاهرات 14 أغسطس 1996 أطلقت القوات التركية النار على جنديين بريطانيين: نيل إيمري وجيفري هدسون، وكلاهما من الفوج 39 من المدفعية الملكية. أصيب المدفعي إيمري في ذراعه، بينما أصيب الرامي هدسون في ساقه من طلقة بندقية عالية السرعة وتم نقله جواً إلى مستشفى في نيقوسيا ثم إلى سلاح الجو الملكي أكروتيري.

#### أزمة الصواريخ
أخذ الوضع منعطفاً آخر نحو الأسوأ في بداية عام 1997 عندما أعلن القبارصة اليونانيون أنهم يعتزمون شراء نظام الصواريخ الروسية الصنع أس - 300 المضاد للطائرات. وبعدها اندلعت أزمة الصواريخ القبرصية. انتهت الأزمة فعليًا في ديسمبر 1998 بقرار من الحكومة القبرصية بنقل صواريخ إس -300 إلى جزيرة كريت مقابل أسلحة بديلة من اليونان.

## الانضمام إلى الاتحاد الأوروبي وعملية التسوية 1997 - حتى الآن

تحت سيطرة جمهورية قبرص
قبرص الشمالية
تركيا
اليونان

في سنة 1997 تغيرت المعايير الأساسية للنزاع القبرصي. فقد أدى قرار الاتحاد الأوروبي بفتح مفاوضات الانضمام مع جمهورية قبرص إلى خلق حافز جديد للتوصل إلى تسوية. ومن الذين أيدوا تلك الخطوة بحجة أن تركيا لا يمكن أن يكون لها حق النقض على انضمام قبرص وأن المفاوضات ستشجع جميع الأطراف على أن تكون أكثر اعتدالًا. ومع ذلك أكد معارضو تلك الخطوة بأن القرار سوف يزيل الحافز لدى القبارصة اليونانيين للتوصل إلى تسوية. وبدلاً من ذلك كانوا ينتظرون حتى يصبحوا أعضاء، ثم يستخدمون تلك القوة للدفع باتجاه تسوية بشروطهم. رداً على القرار أعلن رؤوف دنكتاش أنه لن يقبل بعد الآن بالاتحاد كأساس للتسوية. في المستقبل سيكون مستعدا فقط للتفاوض على أساس حل كونفدرالي. في ديسمبر 1999 خفت حدة التوترات بين تركيا والاتحاد الأوروبي إلى حد ما بعد أن قرر الاتحاد الأوروبي ترشيح تركيا لعضوية الاتحاد الأوروبي، وهو قرار اتخذه مجلس هلسنكي الأوروبي. في نفس الوقت بدأت جولة جديدة من المحادثات في نيويورك. ولكنها كانت قصيرة العمر، حيث انهارت في الصيف التالي. وبدأت التوترات بالبروز مرة أخرى مع ظهور مواجهة بين تركيا والاتحاد الأوروبي حول انضمام الجزيرة.
ربما إدراك خطورة الموقف، وفي خطوة فاجأت المراقبين كتب رؤوف دنكتاش إلى جلافكوس كليريدس في 8 نوفمبر 2001 لاقتراح لقاء وجهاً لوجه. تم قبول العرض، وبعد عدة اجتماعات غير رسمية بين الرجلين في نوفمبر وديسمبر 2001 بدأت عملية سلام جديدة تحت رعاية الأمم المتحدة في 14 يناير 2002. في البداية كان الهدف المعلن للزعيمين هو محاولة التوصل إلى اتفاق بحلول بداية يونيو من ذلك العام. ومع ذلك سرعان ما وصلت المحادثات إلى طريق مسدود. وفي محاولة لكسر الجمود قام كوفي أنان الأمين العام للأمم المتحدة بزيارة الجزيرة في مايو من ذلك العام. وعلى الرغم من إنه لم يتم التوصل إلى اتفاق. وبعد عطلة الصيف التقى أنان بالزعيمين مرة أخرى في الخريف، أولاً في باريس ثم في نيويورك. ونتيجة لاستمرار الفشل في التوصل إلى اتفاق وافق مجلس الأمن على أن يقدم الأمين العام للجانبين تسوية مبدئية، من شأنه أن يشكل الأساس لمزيد من المفاوضات. تم تقديم النسخة الأصلية من خطة الأمم المتحدة للسلام إلى الجانبين من قبل أنان في 11 نوفمبر 2002. وبعد أقل من شهر بقليل وتمت مراجعتها بعد تعديلات الجانبين (أنان الثانية). وكان من المأمول أن يتم الاتفاق على هذه الخطة من قبل الجانبين على هامش اجتماع المجلس الأوروبي الذي عقد في كوبنهاغن في 13 ديسمبر. ومع ذلك لم يتمكن رؤوف دنكتاش الذي كان يتعافى من جراحة قلب كبيرة الحضور. بعد تهديد اليونان باستخدام حق النقض ضد عملية التوسيع بأكملها ما لم يتم تضمين قبرص في الجولة الأولى من الانضمام، لذلك اضطر الاتحاد الأوروبي إلى تأكيد انضمام قبرص إلى الاتحاد الأوروبي في 1 مايو 2004 إلى جانب مالطا وثماني دول أخرى من وسط أوروبا وأوروبا الشرقية.

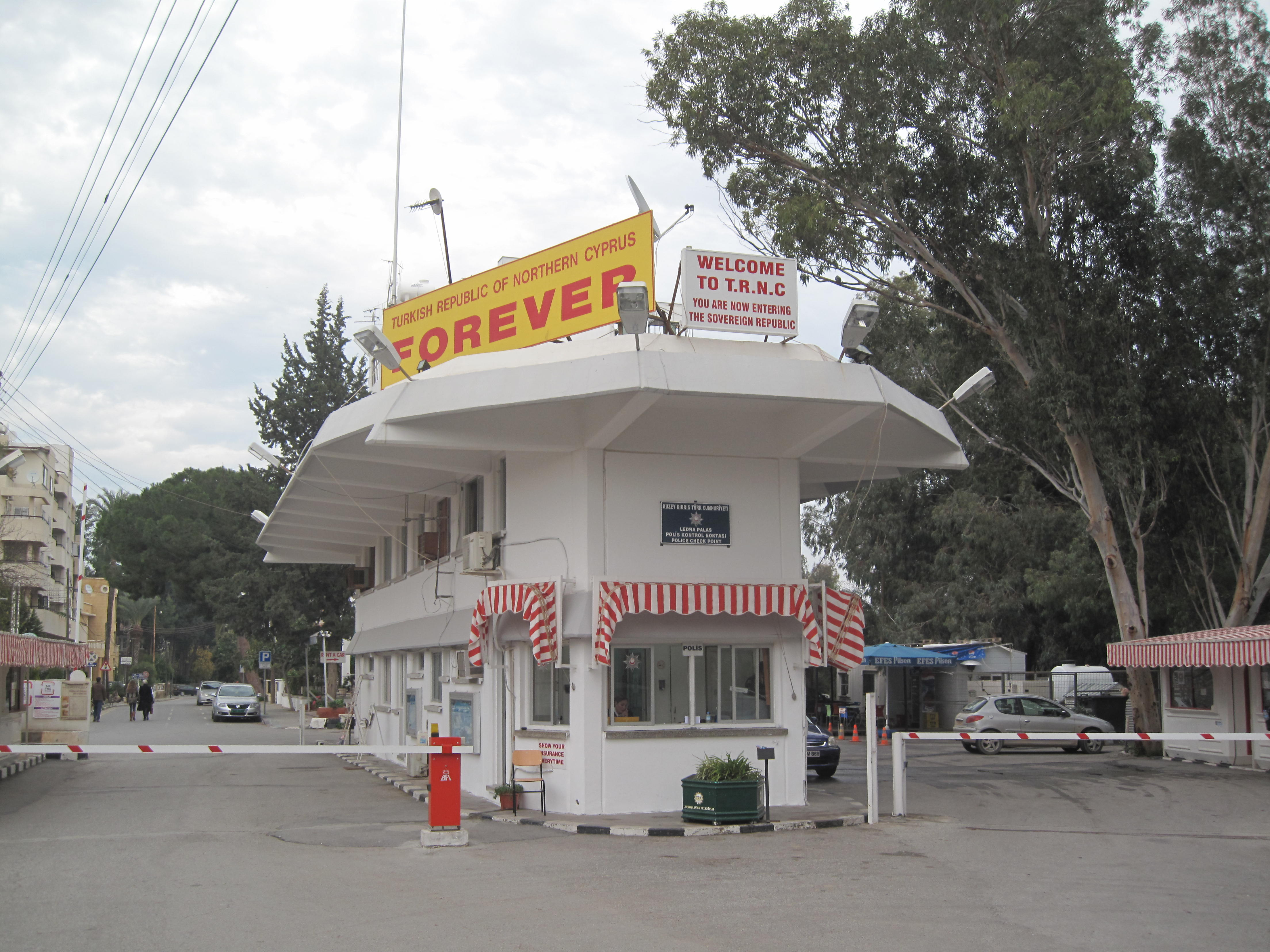
نقطة التفتيش بين الشمال والجنوب فتحت سنة 2003

كان من المتوقع أن المحادثات لن تتمكن من الاستمرار، إلا أن المناقشات استؤنفت في بداية يناير 2003. وبعدها جرت مراجعة أخرى (أنان الثالثة) في فبراير 2003 عندما قام أنان بزيارة ثانية للجزيرة. وأثناء إقامته طلب من الجانبين للاجتماع معه مرة أخرى في الشهر التالي في لاهاي، حيث توقع إجابتهما حول ما إذا كانا مستعدين لطرح الخطة للاستفتاء. فوافق الجانب القبرصي اليوناني بقيادة تاسوس بابادوبولوس على ذلك وإن كان على مضض، إلا أن رؤوف دنكتاش رفض السماح بإجراء تصويت شعبي، فانهارت محادثات السلام. وبعد شهر أي في 16 أبريل 2003 وقعت قبرص رسميًا على معاهدة الانضمام إلى الاتحاد الأوروبي في حفل أقيم في أثينا.
لم تكن هناك أي جهود لاستئناف المحادثات خلال العام. وبدلاً من ذلك تحول الاهتمام إلى الانتخابات القبرصية التركية، التي كان من المتوقع أن تشهد انتصارًا للأحزاب المعتدلة المؤيدة للحل. ولكن انقسم البرلمان بالتساوي. فشكلت حكومة ائتلافية جمعت بين حزب CTP المؤيد للحل والحزب الديمقراطي الذي اتخذ الخط الذي تبناه رؤوف دنكتاش. وقد فتح هذا الطريق أمام تركيا للضغط من أجل إجراء مناقشات جديدة. بعد لقاء بين رجب طيب أردوغان وكوفي أنان في سويسرا، تم استدعاء قادة الجانبين إلى نيويورك. هناك اتفقوا على بدء عملية مفاوضات جديدة على مرحلتين: المرحلة الأولى وتشمل فقط القبارصة اليونانيين والأتراك، والتي ستعقد في الجزيرة. والمرحلة الثانية وتشمل اليونان وتركيا، وتعقد في مكان آخر. بعد شهر من المفاوضات في قبرص، انتقلت المحادثات حسب الجدول إلى بورغينستوك في سويسرا. ولكن زعيم القبارصة الأتراك رؤوف دنكتاش رفض الخطة، ورفض حضور المحادثات. فحضر نجله سردار دنكطاش ومحمد علي طلعت مكانه. حيث عرضت نسخة رابعة من الخطة، ولكنها لم تدم. وبعدها عرضت النسخة الخامسة والأخيرة من الخطة بعد التعديلات النهائية إلى الجانبين يوم 31 مارس 2004.

### خطة الأمم المتحدة للتسوية (خطة أنان)

علم مقترح لجمهورية قبرص المتحدة

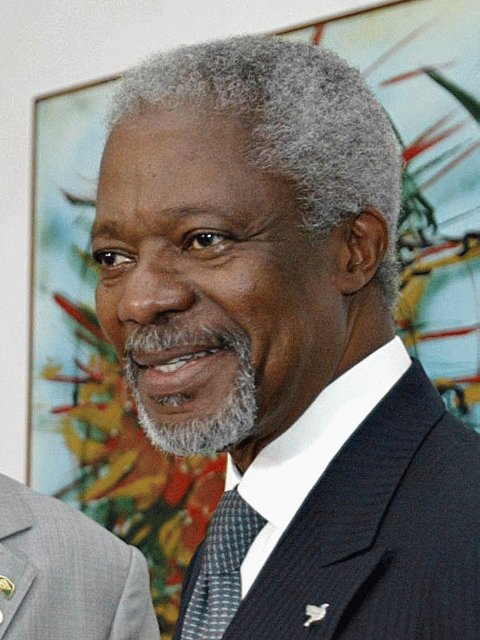
الأمين العام السابق للأمم المتحدة كوفي أنان الذي اقترح خطة أنان.

وبموجب المقترحات النهائية، ستصبح جمهورية قبرص جمهورية قبرص المتحدة. وهو اتحاد فضفاض يتكون من دولتين. المكون الأول وهو شمال قبرص التركي وله حصة 28.5٪ من الجزيرة، أما المكون الثاني وهي جمهورية قبرص فحصته 71.5٪. لكل مكون برلمانه الخاص. وهناك برلمان من مجلسين على المستوى الفيدرالي: مجلس النواب للقبارصة الأتراك 25٪ من المقاعد. (على الرغم من عدم توفر أرقام دقيقة حاليًا، فإن الانقسام بين الطائفتين عند الاستقلال في 1960 كان حوالي 80:20 لصالح القبارصة اليونانيين). ويتكون مجلس الشيوخ من أجزاء متساوية من أعضاء كل مجموعة عرقية. تناط السلطة التنفيذية بمجلس رئاسي. وتكون رئاسة هذا المجلس بالتناوب بين الطوائف. سيكون لكل مجتمع أيضًا الحق في نقض جميع التشريعات.
أما أكثر العناصر إثارة للجدل في الخطة فكان يتعلق بالممتلكات. خلال التدخل العسكري التركي سنة 1974، أُجبر العديد من القبارصة اليونانيين (الذين كانوا يمتلكون 70٪ من الأراضي والممتلكات في الشمال) على ترك منازلهم. (كما أُجبر الآلاف من القبارصة الأتراك على ترك منازلهم في الجنوب). ومنذ ذلك الحين أصبحت مسألة إعادة ممتلكاتهم مطلبًا رئيسيًا للجانب القبرصي اليوناني. ومع ذلك أصر القبارصة الأتراك بأن العودة الكاملة لممتلكات القبارصة اليونانيين إلى مالكيها الأصليين ستتعارض مع عمل تسوية اتحادية ثنائية المناطق والطائفتين. وهنا طالبوا بضرورة تقديم التعويضات بدلا من العودة. حاولت خطة أنان رأب الصدع. وفي مناطق معينة مثل مورفو (غوزليورت) وفاماغوستا (غازيماغوزا) التي ستُعاد إلى سيطرة القبارصة اليونانيين، كان اللاجئون القبارصة اليونانيون قد استعادوا جميع ممتلكاتهم وفقًا لجدول زمني مرحلي. وفي مناطق أخرى مثل كيرينيا (جيرن) وشبه جزيرة كارباس والتي ستظل تحت سيطرة القبارصة الأتراك، سيتم إعادة أراضي جزء منهم (عادةً الثلث بافتراض أنها لم يتم تطويرها بعد) أما البقية فسينالون على تعويضات. كانت جميع الأراضي والممتلكات (عدا دور العبادة) المملوكة للشركات والمؤسسات -والكنيسة أكبر مالك للممتلكات في الجزيرة- قد تمت مصادرتها. وبينما وجد العديد من القبارصة اليونانيين أن هذه الأحكام غير مقبولة في حد ذاتها، استاء كثيرون غيرهم من حقيقة أن الخطة تتصور أن جميع مطالبات التعويض من قبل مجتمع معين يجب أن تفي من جانبهم. وقد اعتبر هذا غير عادل لأن تركيا لن تكون مطالبة بالمساهمة بأي أموال في التعويض.
بصرف النظر عن قضية الملكية، كانت هناك أجزاء أخرى كثيرة من الخطة التي أثارت الجدل. على سبيل المثال نصت الاتفاقية على التخفيض التدريجي في عدد القوات اليونانية والتركية في الجزيرة. بعد ست سنوات سيقتصر عدد الجنود من كل دولة على 6000 جندي. هذا من شأنه أن ينخفض إلى 600 بعد 19 عامًا. بعد ذلك سيكون الهدف هو محاولة تحقيق نزع السلاح الكامل، وهي عملية يأمل الكثيرون أن تصبح ممكنة بانضمام تركيا إلى الاتحاد الأوروبي. كما أبقت الاتفاقية على معاهدة الضمان - وهي جزء لا يتجزأ من دستور عام 1960 الذي أعطى بريطانيا واليونان وتركيا حق التدخل العسكري في شؤون الجزيرة. وأعرب كثير من القبارصة اليونانيين عن قلقهم من أن استمرار حق التدخل من شأنه أن يمنح تركيا رأيًا كبيرًا في مستقبل الجزيرة. ومع ذلك شعر معظم القبارصة الأتراك أن استمرار الوجود العسكري التركي ضروري لضمان أمنهم. ومن العناصر الأخرى في الخطة التي اعترض عليها القبارصة اليونانيون أنها تسمح للعديد من المواطنين الأتراك الذين أحضروا إلى الجزيرة بالبقاء. (العدد الدقيق لهؤلاء الأتراك محل خلاف كبير. ويصر البعض بأن الرقم يصل إلى 150,000 أو أقل من 40,000. يُنظر إليهم على أنهم مستوطنين تم جلبهم بشكل غير قانوني إلى الجزيرة بما يتعارض مع القانون الدولي. وقد تكون مخاوف القبارصة اليونانيين بشأن تلك المسألة مقبولة، إلا أن كان هناك شعور متنامي بأنه من غير المنطق -من الناحية القانونية والأخلاقية- الإبعاد القسري لجميع هؤلاء المستوطنين، خاصة أن العديد منهم قد ولدوا ونشأوا في الجزيرة.)

### استفتاءات 24 أبريل 2004
وبموجب شروط الخطة لن تدخل خطة أنان حيز التنفيذ إلا إذا قبلها المجتمعان في استفتاءات متزامنة. تم تحديد الموعد في 24 أبريل 2004. في الأسابيع التي تلت ذلك كانت هناك حملات مكثفة في كلا المجتمعين. ومع ذلك وعلى الرغم من معارضة رؤوف دنكتاش الذي قاطع المحادثات في سويسرا، سرعان ما اتضح أن القبارصة الأتراك سيصوتون لصالح الاتفاقية. أما القبارصة اليونانيين فهناك ترجيح كبير لمعارضة الخطة. دعا تاسوس بابادوبولوس رئيس قبرص في خطاب ألقاه في 7 أبريل القبارصة اليونانيين إلى رفض الخطة. كان موقفه مدعومًا من حزب ديكو الوسطي واشتراكيي EDEK بالإضافة إلى الأحزاب الصغيرة الأخرى. اختار شريكه الرئيسي في الائتلاف AKEL وهو أحد أكبر الأحزاب رفض الخطة اصياعًا لرغبات غالبية قاعدتها الحزبية. تم التعبير عن دعم الخطة من قبل قيادة التجمع الديمقراطي (DISY) الحزب اليميني الرئيسي، على الرغم من معارضة الخطة من قبل غالبية أتباع الحزب. والديمقراطيين المتحدون وهو حزب يسار وسط صغير بقيادة جورج فاسيليو الرئيس السابق. كما أيد جلافكوس كليريديس المتقاعد الآن من السياسة الخطة. انفصل أعضاء بارزون في ديسي لم يؤيدوا خطة عنان عن الحزب وقاموا بحملة علنية ضدها. كما عارضت الكنيسة القبرصية الأرثوذكسية الخطة بما يتماشى مع آراء غالبية الرأي العام.
أيدت المملكة المتحدة (قوة ضامنة) والولايات المتحدة الخطة. أشارت تركيا إلى دعمها للخطة. قررت الحكومة اليونانية البقاء على الحياد. ومع ذلك انزعجت روسيا من محاولة بريطانيا والولايات المتحدة لتقديم قرار في مجلس الأمن الدولي يدعم الخطة واستخدمت حق النقض لعرقلة هذه الخطوة. تم ذلك لأنهم اعتقدوا أن القرار سيوفر تأثيرًا خارجيًا على النقاش الداخلي، والذي لم يروا أنه عادلاً.
وفي استفتاء 24 أبريل وافق القبارصة الأتراك على الخطة بهامش اثنين إلى واحد تقريبًا. إلا أن القبارصة اليونانيون صوتوا بشدة ضد الخطة بهامش حوالي ثلاثة إلى واحد.
| نتيجة الاستفتاء                      | نعم     | نعم    | لا      | لا     | الناتج |
| نتيجة الاستفتاء                      | المجموع | %      | المجموع | %      | الناتج |
| ------------------------------------ | ------- | ------ | ------- | ------ | ------ |
| مجتمع القبارصة الأتراك               | 50,500  | 64.90% | 14,700  | 35.09% | 87%    |
| مجتمع القبارصة اليونانيين            | 99,976  | 24.17% | 313,704 | 75.83% | 88%    |
| إجمالي الأصوات الصحيحة في كل المناطق | 150,500 | 31.42% | 328,500 | 68.58% |        |

### النزاع القبرصي بعد الاستفتاء
في 2004 مُنح القبارصة الأتراك «صفة مراقب» في الجمعية البرلمانية لمجلس أوروبا (PACE)، كونه جزء من الوفد القبرصي. ومنذ ذلك الحين تم انتخاب ممثلين اثنين من القبارصة الأتراك في PACE عن برلمان شمال قبرص. وفي 1 مايو 2004 بعد أسبوع من الاستفتاء انضمت قبرص إلى الاتحاد الأوروبي. وبموجب شروط الانضمام تعتبر الجزيرة بأكملها عضوًا في الاتحاد الأوروبي. ومع ذلك تم تعليق شروط «المكتسبات المشتركة» وهي مجموعة قوانين الاتحاد الأوروبي في شمال قبرص.

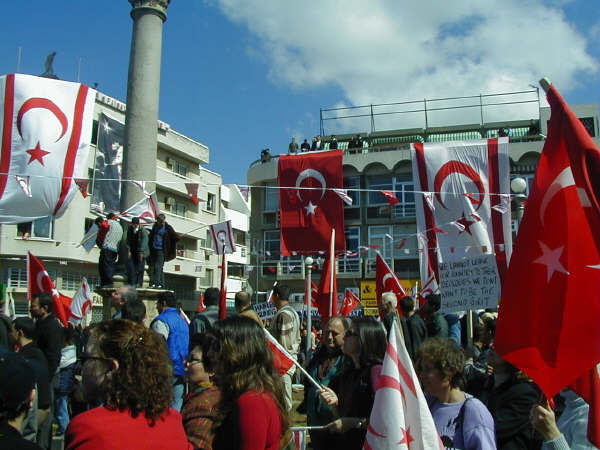
ساحة أتاتورك في شمال نيقوسيا، 2006

وبعد الاستفتاء في يونيو 2004 تغير تصنيف الطائفة القبرصية التركية في منظمة التعاون الإسلامي -على الرغم من اعتراض الحكومة القبرصية- من مراقب لها منذ 1979 إلى دولة قبرص التركية.
على الرغم من ظهور آمال لبداية عملية تعديل الخطة المرفوضة بحلول الخريف، فقد مضى معظم 2004 بمناقشات كثيرة حول اقتراح الاتحاد الأوروبي لفتح تجارة مباشرة مع القبارصة الأتراك وتقديم أموال بقيمة 259 مليون يورو لمساعدتهم على تحسين بنيتهم التحتية. أثارت تلك الخطة جمهورية قبرص التي أصرت بأنه لا يمكن أن تكون هناك تجارة مباشرة عبر الموانئ والمطارات في شمال قبرص وهي غير معترف بها. وعرضت بدلاً من ذلك السماح لهم باستخدام المرافق القبرصية اليونانية المعترف بها دوليًا. وقد رفض القبارصة الأتراك ذلك. وفي الوقت نفسه تحول الانتباه إلى مسألة بدء عضوية تركيا المستقبلية في الاتحاد الأوروبي. فمنح المجلس الأوروبي الذي عقد في 17 ديسمبر 2004 تركيا موعدًا لبدء محادثات العضوية الرسمية بشرط توقيعها على بروتوكول لتمديد الاتحاد الجمركي للأعضاء الجدد إلى الاتحاد الأوروبي مثل قبرص. وبافتراض حدوث ذلك ستبدأ محادثات العضوية الرسمية في 3 أكتوبر 2005، على الرغم من تهديدات القبارصة اليونانيين السابقة بفرض حق النقض.
بعد فشل خطة الأمم المتحدة في الاستفتاء، لم تجر أي محاولة لاستئناف المفاوضات بين الجانبين. بينما أعاد الطرفان التأكيد على التزامهما بمواصلة الجهود للتوصل إلى اتفاق، لم يكن الأمين العام للأمم المتحدة على استعداد لاستئناف العملية حتى يتأكد من أن أي مفاوضات جديدة ستؤدي إلى تسوية شاملة تستند إلى الخطة التي طرحها في 2004. ولهذه الغاية طلب من القبارصة اليونانيين تقديم قائمة مكتوبة بالتغييرات التي يرغبون في إدخالها على الاتفاقية. وقد رفض الرئيس تاسوس بابادوبولوس هذا على أساس أنه لا ينبغي توقع أن يقدم أي طرف مطالبه قبل المفاوضات. ومع ذلك أنهم على استعداد لعرض مخاوفهم شفويا. ويتركز قلق قبرصي يوناني آخر على العملية الإجرائية للمحادثات الجديدة. قال بابادوبولوس إنه لن يقبل التحكيم أو الجداول الزمنية للمناقشات. وتخشى الأمم المتحدة من أن يؤدي ذلك إلى تأجيل آخر يمكن أن يستمر إلى أجل غير مسمى.
وفي أكتوبر 2012 أصبحت قبرص الشمالية دولة «عضو مراقب» في منظمة التعاون الاقتصادي تحت اسم دولة قبرص التركية.
وفقًا لستراتيس إفثيميو: كان للاستفتاء على الرغم من فشله تأثير تكويني على المجتمع القبرصي اليوناني ؛ شعر القبارصة اليونانيون أن إعادة التوحيد هي حقيقة ملموسة، وهذا يقوض النضال القومي وأفكار الدفاع العسكري. وفقًا لإفثيميو فمنذ الاستفتاء أصبحت ظاهرة التهرب من التجنيد سائدة وتحولت ميزانية الدفاع إلى مبلغ تافه.

### الفورمولا 1 والنزاع القبرصي
أثار عرض المنصة بعد جائزة تركيا الكبرى 2006 جدلاً، عندما تلقى الفائز فيليبي ماسا الكأس من رئيس جمهورية شمال قبرص التركية محمد علي طلعت. فقدمت حكومة جمهورية قبرص شكوى رسمية إلى الاتحاد الدولي للسيارات. بعد التحقيق في الحادث فرض الاتحاد الدولي للسيارات غرامة قدرها 5 ملايين دولار على منظمي سباق الجائزة الكبرى في 19 سبتمبر 2006. وافق الاتحاد التركي لرياضات السيارات (TOSFED) ومنظمي سباق جائزة تركيا الكبرى (MSO) على دفع نصف مبلغ الغرامة لحين نظر الاستئناف أمام محكمة الاستئناف الدولية التابعة للاتحاد الدولي للسيارات في 7 نوفمبر 2006. أصرت TOSFED على أن هذه الخطوة لم تكن مخططة وأن وجود محمد علي طلعت يطابق معايير الاتحاد الدولي للسيارات لعروض المنصة كشخصية للمكانة العالمية. حرصًا على إصلاح حيادهم في السياسة الدولية تمسك الاتحاد الدولي للسيارات بموقفه وأجبر الاستئناف على الانسحاب.

### انتخابات 2008 في جمهورية قبرص

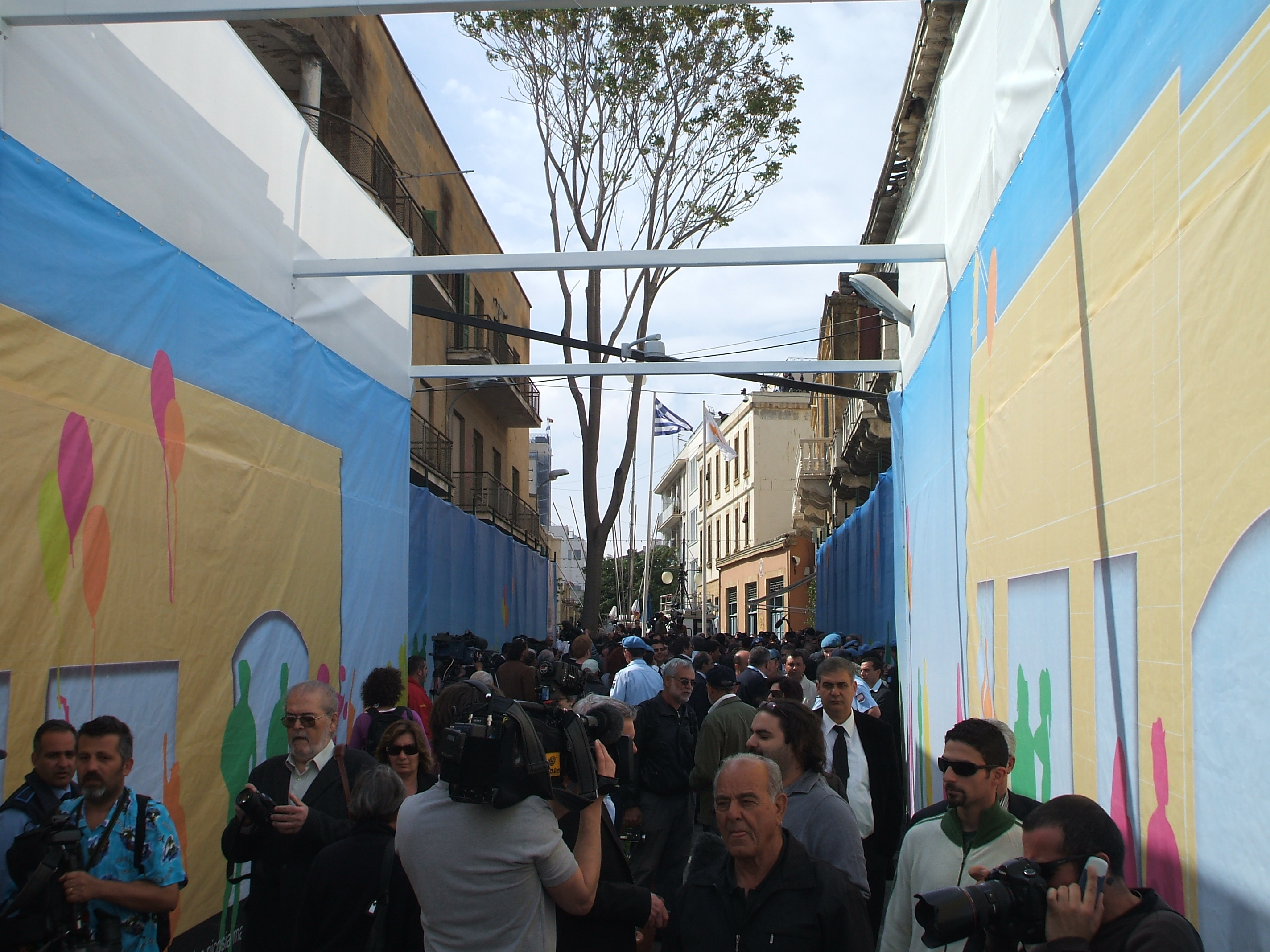
افتتاح شارع ليدرا في أبريل 2008

في انتخابات الرئاسة القبرصية 2008 انهزم بابادوبولوس أمام مرشح حزب أكيل ديميتريس خريستوفياس الذي تعهد باستئناف المحادثات حول إعادة التوحيد على الفور. وفي حديثه عن نتيجة الانتخابات، صرح محمد علي طلعت أن «الفترة القادمة ستكون فترة يمكن خلالها حل مشكلة قبرص في غضون فترة زمنية معقولة - على الرغم من كل الصعوبات - بشرط وجود الإرادة». وعقد بعدها خريستوفياس أول اجتماع له مع زعيم القبارصة الأتراك في 21 مارس 2008 في المنطقة العازلة للأمم المتحدة في نيقوسيا. في الاجتماع اتفق الزعيمان على إطلاق جولة جديدة من المحادثات الجوهرية حول إعادة التوحيد، وإعادة فتح شارع ليدرا الذي تم تقسيمه إلى قسمين منذ العنف الطائفي في الستينيات وأصبح يرمز إلى انقسام الجزيرة. وفي 3 أبريل 2008 بعد إزالة الحواجز أعيد فتح معبر شارع ليدرا بحضور مسؤولين يونانيين وقبارصة أتراك.

### مفاوضات 2008 - 2012 والاجتماعات الثلاثية
تم تحديد موعد الاجتماع الأول للجان الفنية في 18 أبريل 2008. التقى طلعت وكريستوفياس في حفل اجتماعي يوم 7 مايو 2008، واتفقا على الاجتماع بانتظام لمراجعة تقدم المحادثات حتى الآن. وعقدت قمة رسمية ثانية في 23 مايو 2008 لاستعراض التقدم المحرز في اللجان الفنية. في اجتماع عُقد في 1 يوليو 2008، اتفق الزعيمان من حيث المبدأ على مفاهيم المواطنة الواحدة والسيادة الواحدة وقرروا بدء محادثات إعادة التوحيد المباشرة قريبًا جدًا؛ وفي نفس التاريخ تم تعيين وزير الخارجية الأسترالي السابق الكسندر دونر مبعوثًا جديدًا للأمم المتحدة لقبرص. وافق كريستوفياس وطلعت على الاجتماع مرة أخرى في 25 يوليو 2008 لإجراء مراجعة نهائية للعمل التحضيري قبل بدء المفاوضات الفعلية. كان من المتوقع أن يقترح كريستوفياس رئاسة دورية للدولة القبرصية الموحدة. صرح طلعت أنه يتوقع أنهم سيحددون موعدًا لبدء المحادثات في سبتمبر، وكرر أنه لن يوافق على إلغاء الأدوار الضامنة لتركيا واليونان، مع خطة إعادة التوحيد التي سيتم طرحها على الاستفتاءات في كلا المجتمعين بعد المفاوضات.
في ديسمبر 2008 وصفت صحيفة To Vima الاشتراكية الأثينية أزمة في العلاقات بين كريستوفياس وطلعت، حيث بدأ القبارصة الأتراك التحدث علانية عن كونفدرالية فضفاضة، وهي فكرة يعارضها بشدة جنوب نيقوسيا. تفاقمت التوترات بسبب مضايقات تركيا للسفن القبرصية المشاركة في التنقيب عن النفط في المنطقة الاقتصادية الخالصة للجزيرة، ومن خلال توافق القيادة القبرصية التركية مع ادعاء أنقرة أن قبرص لا تملك جرف قاري.
في 29 أبريل 2009 صرح طلعت أنه إذا اتخذت محكمة الاستئناف في إنجلترا وويلز (التي تضع النقاط الأخيرة في قضية أورامز) قرارًا بنفس قرار محكمة العدل الأوروبية (ECJ) فإن ذلك سيضر عملية التفاوض في قبرص بطريقة لن يتم إصلاحها مرة أخرى. وحذرت المفوضية الأوروبية جمهورية قبرص من تحويل معركة أورامز القانونية -للحفاظ على منازل عطلاتهم- إلى معركة سياسية حول الجزيرة المقسمة.
في 31 يناير 2010 وصل الأمين العام للأمم المتحدة بان كي مون إلى قبرص لتسريع المحادثات الهادفة إلى إعادة توحيد البلاد. كان من المتوقع أن يؤدي انتخاب القومي درويش إروغلو من حزب الاتحاد الوطني رئيسًا في شمال قبرص إلى تعقيد مفاوضات إعادة التوحيد، ولكن إروغلو صرح بأنه أيضًا يؤيد الدولة الفيدرالية، وهو تغيير عن مواقفه السابقة.
عُقدت سلسلة من خمسة اجتماعات ثلاثية ما بين 2010 - 2012، مع تفاوض بان وخريستوفياس وإروغلو، ولكن دون أي اتفاق بشأن القضايا الرئيسية. عندما سئل عن العملية في مارس 2011 أجاب بان: «لا يمكن أن تكون المفاوضات عملية مفتوحة، ولا يمكننا تحمل محادثات لا نهاية لها من أجل المحادثات». شهد ذلك الشهر المفاوضات المائة منذ أبريل 2008 دون أي اتفاق بشأن القضايا الرئيسية - وهو طريق مسدود استمر طوال عام ونصف العام التاليين على الرغم من الدفع المتجدد لقبرص لتوحيد وتولي رئاسة الاتحاد الأوروبي في 2012.
بدأت المحادثات في الانهيار سنة 2012، حيث صرح بان كي مون بأنه لا يوجد تقدم كاف في القضايا الأساسية لمحادثات إعادة التوحيد. وعلق المستشار الخاص للأمين العام ألكسندر داونر كذلك قائلاً: «إذا لم يتمكن القبارصة اليونانيون والزعماء القبارصة الأتراك من الاتفاق مع بعضهم البعض على نموذج لقبرص موحدة، فلن تتمكن الأمم المتحدة من صنعهما». ذكر إروغلو أنه تم تشكيل لجان مشتركة مع الجانب القبرصي اليوناني لاتخاذ تدابير بناء الثقة في سبتمبر من ذلك العام، ولكن تم تعليق المفاوضات مع بداية 2013 بسبب تغيير الحكومة في المجتمع القبرصي اليوناني في قبرص. وفي 11 فبراير 2014 استقال الكسندر دونر المستشار الخاص للأمين العام للأمم المتحدة من منصبه. أعلن زعماء القبارصة اليونانيين والأتراك بيانًا مشتركًا.

### تجدد المحادثات 2014

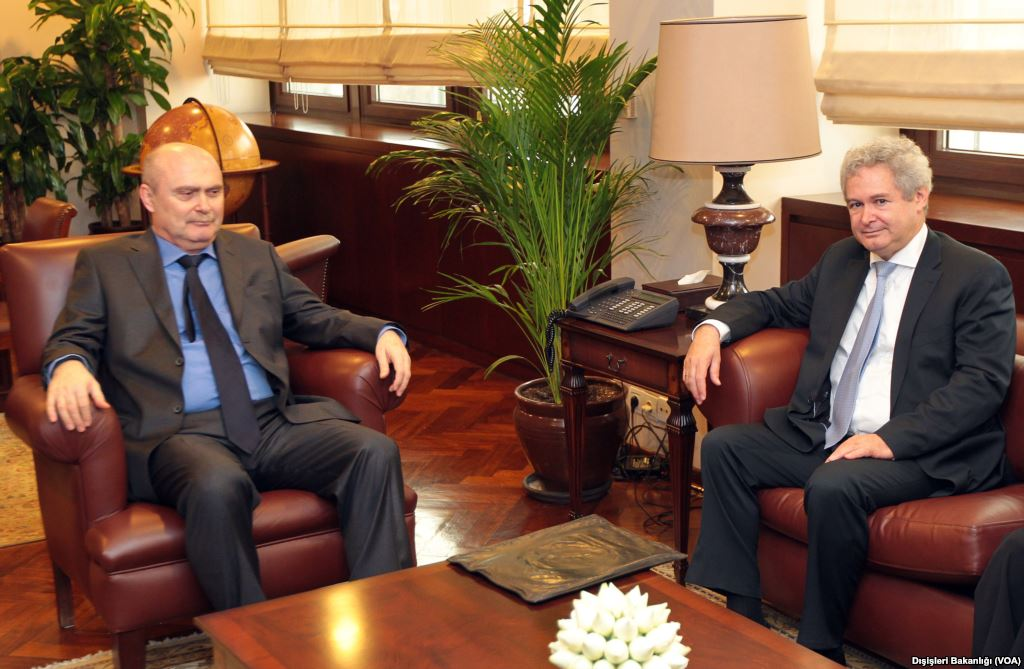
المفاوض القبرصي اليوناني أندرياس مافرويانيس يلتقي وكيل وزارة الخارجية التركي فريدون سنيرلي أوغلو في أنقرة، على خلفية المباحثات القبرصية 2014.

في فبراير 2014 بدأت المفاوضات المطولة لتسوية النزاع بعد سنوات من العلاقات الدافئة بين الشمال والجنوب. ففي 11 فبراير 2014 كشف زعماء الطائفتين القبرصية اليونانية والتركية نيكوس أناستاسيادس ودرويش إروغلو عن الإعلان المشترك التالي:
1. إن الوضع الراهن غير مقبول وسيكون لإطالة أمد عواقبه سلبية على القبارصة اليونانيين والأتراك. وأكد الزعماء أن التسوية سيكون لها تأثير إيجابي على المنطقة بأسرها، وسيستفيد أولاً وقبل كل شيء جميع القبارصة مع احترام المبادئ الديمقراطية وحقوق الإنسان والحريات الأساسية، فضلاً عن الهوية المتميزة لكل منهما وسلامتهما وضماناً مشتركاً. المستقبل في قبرص الموحدة داخل الاتحاد الأوروبي.
2. أعرب القادة عن تصميمهم على استئناف المفاوضات المنظمة بطريقة تركز على النتائج. ويتم طرح جميع القضايا الأساسية التي لم تحل على الطاولة وستناقش بشكل مترابط. وسيهدف القادة إلى التوصل إلى تسوية في أقرب وقت ممكن وإجراء استفتاءات منفصلة متزامنة بعد ذلك.
3. سوف تقوم التسوية على أساس اتحاد فيدرالي ثنائي الطائفة ومنطقتين مع المساواة السياسية، على النحو المنصوص عليه في قرارات مجلس الأمن ذات الصلة والاتفاقيات رفيعة المستوى. يجب أن تتمتع قبرص الموحدة بصفتها عضوًا في الأمم المتحدة وفي الاتحاد الأوروبي بصفة قانونية دولية واحدة وسيادة واحدة، والتي يتم تعريفها على أنها السيادة التي تتمتع بها جميع الدول الأعضاء في الأمم المتحدة بموجب ميثاق الأمم المتحدة. والتي تنبثق بالتساوي من القبارصة اليونانيين والقبارصة الأتراك. ستكون هناك جنسية قبرصية موحدة ينظمها قانون فيدرالي. ويجب أن يكون جميع مواطني قبرص الموحدة أيضًا مواطنين إما في الدولة المكونة للقبارصة اليونانيين أو الدولة المكونة للقبارصة الأتراك. يجب أن يكون هذا الوضع داخليًا ويجب أن يكمل وليس بديلاً بأي شكل من الأشكال عن الجنسية القبرصية الموحدة.
4. الدستور هو من يحدد صلاحيات الحكومة الفيدرالية. ينص الدستور الاتحادي أيضًا على أن تمارس الولايات المكونة السلطات المتبقية. تمارس الولايات المكونة لها جميع سلطاتها بشكل كامل وغير قابل للنقض، دون تعدي الحكومة الفيدرالية. لن تتعدى القوانين الفيدرالية على قوانين الولايات التأسيسية ضمن مجال اختصاص الولايات المكونة ولن تتعدى قوانين الولايات المكونة على القوانين الفيدرالية ضمن اختصاصات الحكومة الفيدرالية. يتم الفصل في أي نزاع يتعلق بذلك نهائيًا من قبل المحكمة الاتحادية العليا. لا يجوز لأي من الجانبين المطالبة بالسلطة أو الولاية القضائية على الآخر.
5. يجب أن ينتج الاتحاد القبرصي الموحد عن التسوية بعد الموافقة على التسوية من خلال استفتاءات متزامنة منفصلة. يجب أن ينص الدستور الاتحادي على أن الاتحاد القبرصي الموحد يجب أن يتكون من دولتين أساسيتين متساويتين في الوضع. سيتم الحفاظ على الطبيعة ثنائية المناطق والطائفية للاتحاد والمبادئ التي يقوم عليها الاتحاد الأوروبي واحترامها في جميع أنحاء الجزيرة. الدستور الاتحادي هو القانون الأعلى للبلاد ويكون ملزمًا لجميع سلطات الاتحاد والولايات المكونة له. يُحظر الاتحاد كليًا أو جزئيًا مع أي دولة أخرى أو أي شكل من أشكال التقسيم أو الانفصال أو أي تغيير أحادي الجانب للوضع.
6. تقوم المفاوضات على مبدأ عدم الاتفاق على أي شيء حتى يتم الاتفاق على كل شيء.
7. يتمتع الممثلون المعينون بصلاحية كاملة لمناقشة أي قضية في أي وقت وينبغي أن يتمتعوا بوصول موازٍ إلى جميع أصحاب المصلحة والأطراف المهتمة في العملية حسب الحاجة. سيجتمع زعماء الطائفتين كلما دعت الحاجة. ويحتفظون بسلطة اتخاذ القرار النهائية. فقط الاتفاق الذي يتم التوصل إليه بحرية من قبل القادة يمكن أن يُطرح على استفتاءات متزامنة منفصلة. وسوف يتم استبعاد أي نوع من التحكيم.
8. يسعى الجانبان إلى خلق مناخ إيجابي لضمان نجاح المحادثات. يلتزمون بتجنب إلقاء اللوم أو غيرها من التعليقات العامة السلبية على المفاوضات. كما يلتزمون ببذل جهود لتنفيذ تدابير بناء الثقة التي ستوفر قوة دفع ديناميكية لاحتمال قيام قبرص موحدة.

أعربت حكومتا اليونان وتركيا عن دعمهما لاستئناف محادثات السلام. كما رحب الاتحاد الأوروبي بالإعلان. وفي 13 فبراير 2014 قدم رئيس الأساقفة خريسوستوموس الثاني دعمه إلى أناستاسيادس للإعلان المشترك. وفي 14 فبراير 2014 عقد المفاوض القبرصي اليوناني أندرياس مافرويانيس والمفاوض القبرصي التركي كودريت أوزرساي أول اجتماع بينهما واتفقا على زيارة اليونان وتركيا على التوالي.
أما ردود ردود الفعل بين الأحزاب السياسية القبرصية اليونانية فكانت متباينة. فأعلن حزب أكيل المعارض دعمه للإعلان. إلا أن نيكولاس بابادوبولوس زعيم DIKO الشريك الرئيسي لحزب أناستاسيادس DISY في الائتلاف الحاكم قد عارض الإعلان، وصوتت اللجنة التنفيذية لـ DIKO في 21 فبراير لتوصية اللجنة المركزية للحزب بانسحاب الحزب من الائتلاف من 4 مارس وفي 27 فبراير قررت DIKO مغادرة الحكومة الائتلافية مع توضيح أن الإعلان المشترك فيه تنازل عن السيادة للقبارصة الأتراك.
في 15 مايو 2015 في أول اجتماع تفاوضي بين أكينجي وأناستاسيادس رفعت شمال قبرص متطلبات التأشيرة للقبارصة اليونانيين، وقدم أناستاسيادس خرائط لـ 28 حقل ألغام في الشمال، بالقرب من منطقة بينتاداكتيلوس الجبلية.

### محادثات 2015-2017
التقى رئيس جمهورية قبرص نيكوس أناستاسيادس ورئيس شمال قبرص مصطفى أقينجي للمرة الأولى واستأنفا محادثات السلام في 12 مايو 2015. وفي 7 يوليو 2017 عقدت المحادثات التي رعتها الأمم المتحدة في جبال الألب السويسرية على مدار الأيام العشرة التالية بعد انهيار المفاوضات. انتهت محادثات قبرص في كرانس مونتانا دون اتفاق سلام أو إعادة توحيد.
في 1 أكتوبر 2017 صرح وزير الخارجية البريطاني السابق جاك سترو أن الجزيرة المقسمة فقط هي التي ستنهي النزاع بين القبارصة الأتراك واليونانيين. وفي 2 أكتوبر قال القبرصي التركي تحسين إرتوغرول أوغلو إن اتحاد الجزيرة أمر مستحيل.
وفي نهاية 2017 خفضت بيزنس مونيتور إنترناشونال وهي جزء من مجموعة فيتش تقييمها لاتفاقية توحيد قبرص الجديدة من ضئيلة إلى بعيدة للغاية.

### 2018 - إلى الآن
في يونيو 2018 وفي محاولة لبدء المحادثات عين الأمين العام للأمم المتحدة أنطونيو غوتيريس جين هول لوت مستشارًا جديدًا له لقبرص. كانت مهمتها هي التشاور مع الزعيمين القبرصيين أناستاسيادس وأكينجي والأطراف الضامنة الثلاثة (اليونان وتركيا والمملكة المتحدة) لتحديد ما إذا كانت هناك ظروف كافية لاستئناف المفاوضات التي تستضيفها الأمم المتحدة، وإذا كان الأمر كذلك للاستعداد في الاختصاصات الشاملة. أجرت لوت جولتها الأولى من المشاورات في سبتمبر 2018، ثم الجولة الثانية في أكتوبر 2018، والثالثة في يناير 2019، والرابعة في 7 أبريل 2019، ووجدت أن الجانبين على ما يبدو هما متباعدان.
في 12 نوفمبر 2018 تم فتح حاجز ديرينيا على الساحل الشرقي للجزيرة وحاجز ليفكا أبليكلي على بعد 52 كم غرب نيقوسيا، مما رفع إجمالي نقاط العبور إلى تسعة على طول المنطقة العازلة بالجزيرة بطول 180 كم.
في 5 فبراير 2019 أعلنت اليونان وتركيا عن رغبتهما في نزع فتيل التوترات بينهما من خلال الحوار، بما في ذلك النزاع القبرصي. ولكن الخلاف حول استكشافات النفط والغاز في مياه المنطقة الاقتصادية الخالصة لقبرص منع الأطراف المختلفة من استئناف المحادثات.
وفي 25 نوفمبر 2019 اجتمع غوتيريس وأناستاسيادس وأكينجي في عشاء غير رسمي في برلين وناقشوا الخطوات التالية بشأن قضية قبرص. لم يتمكن القبارصة اليونانيون والقبارصة الأتراك من إبرام الاختصاصات لاستئناف مفاوضات قبرص المرحلية والهادفة والموجهة نحو النتائج.
وفي 20 يناير 2020 قال مبعوث الأمم المتحدة الخاص لقبرص إن هناك شكوكًا متزايدة بشأن ما إذا كانت إعادة التوحيد لا تزال ممكنة حيث ظلت المفاوضات متوقفة.
وفي فبراير 2020 قال مصطفى أكينجي رئيس شمال قبرص في مقابلة مع صحيفة الغارديان إنه إذا فشلت جهود إعادة التوحيد في قبرص، فإن شمال قبرص سيزداد اعتمادًا على تركيا وربما ينتهي به الأمر إلى أن يكون محافظة تركية. مضيفًا أن احتمال ضم القرم سيكون مروعًا. وقد ندد بتصريحاته المسؤولون الأتراك. فقال نائب الرئيس التركي فؤاد أقطاي: «إنني أدين التصريحات التي تستهدف الجمهورية التركية التي تقف مع الجمهورية التركية لشمال قبرص في جميع الظروف وتحمي حقوقها ومصالحها». وقال مدير الاتصالات فخر الدين ألتون إن أكينجي لا يستحق أن يكون رئيسًا، مضيفًا أن العديد من القبارصة الأتراك والجنود الأتراك فقدوا حياتهم في (قبرص) وأن تركيا ليس لديها أي مخططات على أرض أي دولة. وانتقد وزير العدل عبد الحميد جول تصريحات أكينجي التي قال إنها أساءت إلى الأجداد والشهداء. بالإضافة إلى ذلك انتقد رئيس الوزراء القبرصي التركي إرسين تاتار أكينجي.
لم تشهد محادثات الوحدة القبرصية في 2020 أي تقدم. وقال نيكوس رولانديس (وزير خارجية قبرص في 1978-1983 ووزير التجارة في 1998-2003) إن التسوية السياسية للنزاع القبرصي شبه مستحيل في الوقت الحالي. فاز رئيس الوزراء إرسين تاتار الذي يؤيد حل الدولتين في الانتخابات الرئاسية القبرصية الشمالية لسنة 2020.
منذ انتخاب إرسين تتار أصرت تركيا وقبرص التركية على أن حل الدولتين هو الخيار الوحيد. وتحتفظ اليونان وقبرص والاتحاد الأوروبي والأمم المتحدة بالاتحاد باعتباره الحل الوحيد الذي أدى إلى تجميد المحادثات منذ 2020. وفي 30 يناير 2022 حدد الرئيس القبرصي التركي تتار أن المساواة في السيادة والوضع الدولي المتساوي للقبارصة الأتراك غير قابلة للتفاوض.

## وجهات النظر حول الحل
اقترح علماء السلام الناقدون أنه لا يمكن إيجاد حل للنزاع القبرصي إلا من خلال إشراك المجتمع على قاعدة عريضة ، حيث بدأت النخب السياسية في إساءة استخدام الصراع كمصدر للسلطة والموارد.

### إعادة توحيد قبرص
واقترح فريق دولي من الخبراء القانونيين «إنشاء اتفاقية دستورية تحت رعاية الاتحاد الأوروبي وعلى أساس دستور قبرص لسنة 1960 للجمع بين الأطراف المعنية مباشرة من أجل التوصل إلى تسوية تتوافق مع المبادئ الأساسية».
في بيان رسمي للبيت الأبيض في 8 يونيو 2016 أكد نائب الرئيس الأمريكي جو بايدن ورئيس الوزراء التركي بن علي يلدرم دعمهما القوي لاتفاق يعيد توحيد الجزيرة ليكون اتحاد ثنائي المناطق والطائفة.

### حل الدولتين
غالبًا ما أعربت تركيا عن دعمها لحل الدولتين ليكون بديل عن إعادة التوحيد، وبالذات الرئيس التركي رجب طيب أردوغان خلال زيارته إلى نيقوسيا الشمالية ذات الأغلبية التركية في 2014. واقترح عدد من المراقبين أن التقسيم هو الحل الأفضل.

### استطلاعات الرأي
في أبريل 2009 أظهر استطلاع للرأي أجري لصالح CyBC أن غالبية القبارصة اليونانيين يؤيدون التقسيم.
وفي استطلاع للرأي سنة 2010 وافق 84٪ من القبارصة اليونانيين و 70٪ من القبارصة الأتراك على الرأي القائل بأن الطرف الآخر «لن يقبل أبدًا التنازلات والتنازلات الفعلية اللازمة لتحقيق تسوية عادلة وقابلة للحياة.»
وفقًا لاستطلاع أجرته شركة Gezici في يناير 2020 حصل حل الدولتين على نسبة دعم بلغت 81.3٪ بين القبارصة الأتراك.
في استطلاع للرأي أجرته CyBC سنة 2021 اعتبر 36٪ من القبارصة اليونانيين أن أفضل حل هو اتحاد ثنائي المنطقة والطائفة و 19٪ اعتبروا أن الدولة الموحدة هي الأفضل.

## وصلات خارجية
- موقع الحكومة
- موقع عن قبرص باليوناني
- صور من قبرص
- information and news about both parts of Cyprus
- دليل قبرص للمواقع
- قبرص الهوية المنشقة استطلاع مصور من مجلة العربي .